# 東京闇鴉
《東京闇鴉》（日语：東京レイヴンズ）是由字野耕平（あざの耕平）創作、澄兵（すみ兵）負責繪製插畫，由富士見Fantasia文庫發行的輕小說作品，為《這本輕小說真厲害！2014》年度作品第七名。

## 故事簡介
第一部（1~9卷）
|  | 我願意成為妳的式神，一直在你身邊，永遠保護你。 |

很久以前，年幼的男孩對著女孩定下約定，在他還不知道「將來」的意義之前──
大戰時期，日本帝國陸軍為將咒術運用在軍事上而重新建立陰陽寮，並派任傳說中陰陽師安倍晴明的後裔，土御門家當家的天才陰陽師土御門夜光擔任統領，而夜光成功締造日本咒術界的改革，成為現代咒術之父。
但在大戰末期，處於敗勢的帝國陸軍要求夜光實行大規模咒術儀式以挽回局勢，但結果儀式失敗，不只做為執行者的夜光身亡，還強烈的擾亂首都東京的靈氣，使東京百鬼夜行、妖魅縱橫。直到了戰後陰陽寮改名陰陽廳，負責處理日本各地－主要是東京－發生的靈力災害，而陰陽師也因而活躍在現代的舞台之上。
土御門春虎是個出生土御門家的少年，雖身為陰陽師名門後代，卻毫無陰陽師才能可言，過著一般人的生活。某年夏天，春虎遇見了他的童年玩伴，也是土御門家的下任當家的少女夏目。過去曾允下承諾如今卻分道而行的兩人，在此刻相見之後，土御門的歷史開始轉動了起來，將要引領他走向充滿曲折的「未來」。
第二部（10卷~）

## 登場角色

### 主要角色
土御門春虎（聲：石川界人／種田梨沙（幼少期））
本作品的男主角。暱稱為「蠢虎」，是北斗（夏目）所取。出生於土御門分家的16歲少年，運氣非常不好，曾發生過十二次車禍，奇特的是他每次都能平安無事。性格不拘小節，擁有吸引他人為聚的魅力，但對他人情感過於遲鈍，完全沒有察覺夏目對自己的好感。喜歡吃烏龍麵。
小時原憧憬陰陽師這個職業，但因缺乏「見鬼」的能力而放棄。國中畢業後就讀於鄉下的普通高中，因而與就讀東京的陰陽塾的夏目漸行漸遠。直至在大連寺鈴鹿引起的事件中失去紅粉知己北斗，下定決心不再逃避做為土御門一員的事實，履行過去的約定成為夏目的式神，透過夏目的咒術獲得見鬼的能力。事後經由夏目得知北斗的操控者仍存活在世上。之後，與冬兒一起轉入陰陽塾，重新朝陰陽師之路邁進，同時也期望能再見到北斗一面。但直到鴉羽事件發生，夏目傷重不治並在臨終前坦白才得知她就是北斗的操控者。
雖然靈力總量遠超常人，但操縱術式的技巧太過粗糙，對於陰陽術等咒術知識也異常貧乏，結果一進陰陽塾使立馬變成班上的吊車尾，唯獨小時候自練的符籙投擲還算有模有樣。
在陰陽塾入學時曾被倉橋美代稱其為夏目的飛車丸。與京子一戰後得到由大友施過術式的錫杖作為武器，身旁隨時跟有護法式式神「空」。在看過大友陣與道滿的咒術對決後受到很大的震撼，開始會擬定戰略讓咒術做更靈活的運用，實戰能力有明顯的提升。目黑事件中，與鏡伶路失控的式神「雪佛」戰鬥時，為了保護夏目而強行突破自身極限（實為生父泰純所設下的封印），使其見鬼能力更上一層樓，以靈視感知四周環境並臨場擬定策略成功擊倒雪佛，但春虎的靈氣也因而陷入不穩定和時常失控的狀態。大友研判是受於土御門家特殊咒術的影響，但奇怪的是這詛咒似乎是某種封印。
真實身份為本家現任當家土御門泰純真正的親生兒子，真正的土御門夜光轉世。而泰純為了從春虎自己的命運中守護他，而施術封印他的咒術才能並將其轉給分家扶養，同時培養夏目作為他的替身以轉移其他人的注意力，讓春虎能過上一般人的正常生活。
直至鴉羽織事件時，相馬多軌子告知春虎他才是御門泰純真正的親生兒子，並釋放出鴉羽強行讓春虎覺醒為夜光。但因春虎身上的詛咒沒有被完全解除，導致鴉羽無法順利憑依，化為靈災依附春虎，失控肆虐。之後，夏目發現了真相並捨命把春虎身上的封印完全解除，使春虎的咒術能力完全解放。
鴉羽織事件後，遭陰陽廳拘留，倉橋源司提出以泰山府君祭復活夏目為條件，希望春虎能以下任土御門當家的身分再度領導陰陽界，發揚陰陽之道，使春虎理解泰純隱藏自己的理由。正當春虎猶豫之時，受空直諫而醒悟，決議由自己完成泰山府君祭而斷然拒絕。後在天馬、京子、冬兒、鈴鹿與天海等人的努力下成功逃出陰陽廳。
在前往取回夏目的遺體途中遭到鏡襲擊，不敵他的力量而漸趨下風，後為保護空而失去左眼，同時春虎也因空的說話而恢復夜光的記憶，認出「空」就是「飛車丸」。由於「空」解除封印變回「飛車丸」，且角行鬼及時趕到，使鏡不得不撤退。春虎取回夏目的遺體後，在早乙女涼的協助下實行泰山府君祭，但卻發現除了夏目外，飛車丸也受到了呼應，情急之下以北斗將夏目的靈魂固定在人間。在各種調查下發現夏目與飛車丸擁有相同的靈魂，使春虎在找到解決方法前，必須避免讓夏目與飛車丸兩人意識到自己就是對方，而對雙方靈魂產生重大影響，因此春虎決定離開夏目消聲匿跡，與飛車丸、角行鬼和早乙女涼一起行動，繼續尋找方法。為召喚出祖靈安倍晴明尋求解答而四處尋找式神「月輪」，曾入侵陰陽廳和搜索過與相馬家有關係的關東地區，但都一無所獲。由於向陰陽廳舉起反旗而遭到咒搜部的追捕，還被陰陽廳渲染為咒術恐怖分子。
一年半後，基於過去夜光時期與星宿寺間的因緣，而接受常玄的請求，到星宿寺與他會面，但因拒絕掌管星宿寺的請求而與常玄等人交戰，並在大戰中以3台裝甲鬼兵與強大的咒術能力，在不殺人的情況下徹底攻陷星宿寺，鎮壓常玄等人。與千重逢同時取得不老不死藥非時香果，得知夏目人正在寺中後決定立即離開，雖考慮到千年事已高可能會無法再見，但仍與千約定下次再一起下棋。
在陰陽塾的畢業典禮上的直播表演中，從天馬放出六隻嘴裡叼著粉紅色緞帶的燕鞭中得知其所傳達的信息。
得知陰陽廳逮捕了土御門泰純等人而趕去救人，成功救下被夜叉丸與蜘蛛丸追捕的夏目與秋乃，同時也在秋乃體內找到失蹤的「月輪」。拜托秋乃帶著因筋疲力盡而昏倒的夏目逃走後（同時也暗中恢複「鴉羽」與「月輪」之間的連結），率領飛車丸與角行鬼對抗夜叉丸與蜘蛛丸。
空／飛車丸（聲：豐崎愛生／甲斐田裕子（飛車丸））
春虎的護法式式神，是春虎前往陰陽塾前從父親手上得到的禮物，外觀是像人偶一樣可愛、白髮藍眼的年幼少女，是個有著狐狸的耳朵與尾巴的靈狐式神。對春虎有著可說是過剩的忠誠與敬慕，對他人則抱著表面恭維內心卻高傲自大的態度，對任何汙辱春虎的人都會大發雷霆的失控。
嫉妒心重，討厭接近春虎的女性，尤其是身為春虎主人兼青梅竹馬的夏目，但在利害一致時會互相協助。
真實身份是陰陽師土御門夜光雙臂的兩大式神之一－－「飛車丸」，為當年擔任夜光式神的分家之人，本名為「土御門混」（夜光取名的本義是因為他有狐狸混雜在體內，於是叫做「kon」，漢字寫做「混」）。在此前因返祖現象而產生的狐耳及尾巴而被排斥，但唯獨夜光接納了她，使得她對夜光極為忠誠。夜光去世後，在真羅的協助下捨棄肉身把自己轉變成靈性存在，等待著主人再降人世的日子，期間一直暗中守望著土御門家。
在作為夜光轉世的春虎出生後，請求泰純讓自己陪伴著春虎，並接受泰純所提出的條件，自願被他設下封印。泰純在飛車丸身上設下了五道封印，讓她在記憶與能力皆被封鎖的狀態下以「空」的身份待在春虎身邊。在進行封印儀式時，曾聽見嬰兒時的夏目正哭鬧，使其靈魂一度受其影響。以「空」的身分活動時，因泰純的封印使其與夏目的靈魂存在差異。
春虎因鏡的攻擊而陷入危機時，恰巧達成了當初泰純設下的條件（春虎認出「空」就是「飛車丸」）而解除了第一道封印，讓空想起自己的身分，隨即為拯救主人而強行解除剩下的封印。封印解除後外表立刻成長十歲左右，變成一位妙齡少女，外貌可說是一位絕世美人。實力非凡，但因封印解除的過於倉促，導致靈體的一部份受到損傷而有些不穩定，另外第五道封印（記憶）倉促未解開而導致過往記憶喪失，而封印一解開，飛車丸靈魂的本質也顯的強大，為了不讓她跟夏目見面，之後與春虎一同行動。
另一真實身分是夏目的轉世，因此兩人有同樣的靈魂，造成一個靈魂同時存在於兩個地方的悖論，現今影響著兩人靈魂的安定。由於夏目與飛車丸兩人的靈魂都到極限，同時春虎得到泰山府君的提示而再次舉行泰山府君祭，將夏目的靈魂轉生回70年前成為土御門混（飛車丸），再以魂呼讓即將煙消雲散的飛車丸（轉世後的夏目）返回夏目的肉身，使其完全復活。
角行鬼（聲：安元洋貴）
陰陽師土御門夜光雙臂的兩大式神之一，存活了近千年的獨臂之鬼，在主人去世後融入人類社會之中逍遙過活。
外型為一位高大健壯的巨漢，一頭宛如皇冠般的金黃短髮，穿著沒打領帶的西裝，散發的強大存在感夾帶著優雅又精明幹練的氣息。給人感覺雖非正派人士，但也絕非流氓之輩。
真身為日本三大妖怪傳說中「酒吞童子」的手下「茨木童子」，如其傳說過去受渡邊綱的佩刀「髭切」斬斷了左臂。過去其左臂被安倍晴明封印，晴明與其下賭如果他再活千年仍感到無聊，便會把左臂還給他。近千年的時間使其把該賭局遺忘，直至安倍晴明的後裔土御門夜光誤把封印解除，而想起賭局。前往土御門家與陰陽師交戰時，其左臂使酒吞童子殘留的鬼氣化為災禍，不得不與夜光合作將其祓除。事後夜光以歸還其左臂作謝禮且邀請他成為自己的式神，由於覺得有趣便接受邀請並把左臂捏碎。
對主人轉世的傳聞處於雖然在意，卻也不會特別去確認的心態，因為他與飛車丸不同。不過他還是偶而會去觀望一下。被早乙女涼告知春虎的狀態後親自確認，發現其身上不完全解除的封印，並叮囑夏目在不完全解封的情況下無法正確憑依鴉羽，會有生命之憂。後來鏡命令雪佛殺死失去意識的春虎，千鈞一髮之際單手接下了髭切，之後與春虎一同行動。潛伏期間，春虎等人的藏身地點、物資和資金皆由他提供。
鴉羽／鴉羽織
鴉羽織事件的起因，夜光生前最愛的大衣，真面目是陰陽師土御門夜光的使役式式神‧三足烏鴉－鴉羽，為夜光仿照象徵陰陽道中代表「太陽」的神獸金烏製作而成的式神。
鴉羽既是式神也是咒具，具有優秀的咒術防禦力與飛行能力，且內含有夜光的咒術知識與技術，能反饋給持有的主人，且「鴉羽」中寄宿著土御門家祖靈－－安倍晴明分身（為晴明本人生前製作的複製體）的靈力與咒力。常態為一隻三足烏鴉，憑依主人後為一件烏鴉羽毛編織成的大衣。也是為能夠判別夜光轉生者的關鍵之物。
夜光在舉行「天曹地府祭」前，把鴉羽交託給倉橋家的倉橋隆光保管。由於為危險的禁忌咒具，所以夜光過世後鴉羽織一直遭到陰陽廳的嚴密監管，但實際上陰陽廳所保管的鴉羽織為仿製品，真品被藏在陰陽塾裡。之後，泰純在芦屋道满袭击阴阳塾前暗中把真品领走，其後被仓桥源司所派遣的弓削麻里和宫地盘夫抢走，最终被相马多轨子释放后回歸於身為主人轉世者的春虎身上。但因春虎身上的封印解開的並不完全，而导致鴉羽無法順利凭依而失控，如同靈災般依附春虎，失控肆虐。最後由夏目捨命把春虎身上的封印完全解開，才平息了鴉羽的失控。事後遭到陰陽廳監管及封印，但被天馬解開封印後回到春虎身邊。
土御門夏目（聲：花澤香菜）
本作品的女主角。其人怕生。土御門家本家出身的16歲少女，與春虎是童年玩伴。黑髮長及腰際，容貌清秀，體型纖細到即使扮男裝也不會被拆穿。小時候性格顯得內向乖巧，現在則變得有些認真易怒，而因為怕生的緣故有與他人保持距離的傾向。因為複雜的環境背景與怕生的個性，幾乎沒有能稱上朋友的親近之人，春虎可說是唯一的例外，因而對他抱有強烈的好感，但春虎過於遲鈍而未能注意到她那明顯的表現。
深具陰陽師天賦，已被指名繼任土御門下任當家之位。被傳言為土御門夜光的轉生，因此周圍一直騷動不已，更被夜光信徒視為「王」。然而夏目本人並沒有夜光的記憶，也不相信自己是夜光轉生。
責任心重且非常固執，被本家的各種「家規」束縛，其中之一便是繼承人對外言行須如男子。國中時遠距離操控式神以練習術法和男孩子的語氣，起初以少年外貌的式神進行練習，後以少女外貌式神練習時因好奇春虎的近況而到訪他所居住的城鎮。後遇到春虎時因過於緊張而逃跑，之後又再重蹈覆轍，兩人經過了一個暑假的追逐戰後成為了朋友，因為一場誤會而造成無法坦白。被春虎詢問其名字時自稱「北斗」，之後就一直以用這個身分和春虎在一起玩耍。
雖然在陰陽塾中一直以男裝示人，但偽裝的程度可說是破綻百出，除了用咒術偽裝靈氣以外就只是使用男性口吻等粗淺手段而已，但因為夏目的社交圈過於狹隘等緣故，在春虎轉學前的半年間沒有任何人發現。平常行事冷靜，但其實不擅長應付突發事故，在緊張的狀態下容易忘我的露出本性。大友得知真相後，推測夏目女扮男裝的咒術與技巧主要是為了欺瞞專業陰陽師，因為專業陰陽師會有依賴見鬼能力的傾向，在見到夏目身上具有代表男性的陽氣（利用北斗的龍氣進行偽裝）後便會認定她的性別，之後即便夏目的演技再笨拙，也會因為先入為主的觀念來自行合理化。
目黑事件中，遭到「雪佛」的攻擊而使衣服破裂，女扮男裝之事也因而曝露，不過因為當時夏目是為了保護同學而奮戰，班上的學生基本上都能體諒她的隱瞞。
實際上不是土御門泰純的親生女兒，而是為了轉移其他人的注意力而被培育的「替身」。是泰純的妻子優子過世後，於其妻出身的若杉家門口所發現的棄嬰，後由優子的母親交於泰純。從而使泰純萌生了用夏目代替春虎撫養的念頭，並將春虎交於沒有孩子的鷹寬與千鶴撫養。
鴉羽織事件時得知自己不是泰純的親生女兒，而為救受鴉羽附身而失控的春虎，從過去大友、角行鬼和相馬多軌子的說話中推敲出自己過去所使用的咒術用途不是賦予春虎見鬼能力，而是把春虎身上的封印稍微解開。最後雖把春虎身上的封印完全解除，但同時也遭到鴉羽的咒術攻擊而重傷不治，臨終前向春虎坦白自己就是北斗，同時向他告白。
雖被春虎以「泰山府君祭」復活，但肉體與靈魂的連結卻不穩定，而被春虎以北斗的力量，將夏目的靈魂強行封印在她的肉體裡使其復活的，所以一旦過度消耗北斗的力量，就有再度死亡的危險。曾經在星宿寺被三善十悟和星宿寺的天狗百郎坊指出身上帶有死人的味道，稱其復活並不完全。
春虎把復活後的夏目託付給泰純等人後失去蹤影，同時夏目也從泰純口中得知自身的身世，以及泰純沒有否定養育她作為春虎的替身而大受打擊，但泰純也坦言希望夏目能與春虎共同承擔土御門的重任，並在春虎面對宿命時為他提供支持和幫忙，使夏目找到新的人生意義。之後以泰純的養女兼直傳弟子身份自居，一直與泰純等人潛伏於地下，並尋找著春虎，期間師從千鶴習得雷法，並繼承千鶴的式神「霹靂」。
一年半後，從泰純的觀星結果中得知春虎將會出現在星宿寺中，而擅自化名為「北斗」並向寺中的人自稱為「蛟之生靈」（春虎強行把北斗寄宿在夏目身上，因此夏目實際上為「龍之生靈」）潛入星宿寺中。之後，由於被三善十悟發現她的存在，而被新任十二神將山城追捕，以雷法與山城對峙並平分秋色。得知春虎已於星宿寺現身後，不惜過度消耗北斗的力量趕去找春虎，但被山城追上對決差點消耗至命隕，同時鷹寬與千鶴及時趕到化解了危機。趕到星宿寺時春虎早已離去，在與鷹寬等人離開時被千拜託帶走秋乃。
後因泰純在觀星中發現東京將有變化，而潛入東京。由於想知道夥伴們的情況而拜托秋乃送信給天馬。之後在陰陽塾的畢業典禮上的直播表演中，從天馬放出六隻嘴裡叼著粉紅色緞帶的燕鞭中收到其所傳達的回信。
在街道上與秋乃練習隱身時，被十二神將幸徳井白蘭與幸徳井玄菊發現她身上的龍氣。之後在街道上咒搜官人數逐漸增加而與秋乃逃亡，並得知陰陽廳逮捕了土御門泰純等人。遭到夜叉丸與蜘蛛丸追擊時，因过度消耗北斗的力量而昏倒，但同時春虎及時到，並拜托秋乃帶著昏睡的夏目逃跑。
北斗（女）（聲：金元壽子）
春虎的好友，神秘的少女，沒有人知道她的來歷。外表可愛，個性活潑易怒，男孩子氣的言行讓春虎評言說她就像一個男人婆。從春虎升到高中後，開始突然希望春虎成為陰陽師，總是來勸說他。喜歡春虎。
在大連寺鈴鹿事件中為救春虎而被破壞，使春虎得知她是式神，消失前向春虎告白。事後春虎經由夏目得知北斗本人－也就是操控她的的術者仍存活在世上，而再見到她一面也成了春虎踏入陰陽界的目的之一。
然而，實際上北斗的真身就是夏目，原本只是用來練習術法和男孩子的語氣，因為一場誤會而造成無法坦白，之後就一直以用這個身分和春虎在一起。雖然後來夏目戴上了北斗在祭典上向春虎要來的粉紅緞帶來暗示春虎，但春虎還是沒發現真相。直至夏目被失控的鴉羽所重創不治，並在臨死前把事實告知了春虎。
北斗（龍）
侍奉著土御門歷代當家的使役式式神，具有現今少見的純正龍氣，靈力強大的守護聖獸。個性任性又任意妄為，雖認夏目為其主人，卻常常不聽她的指令。
泰純以咒術利用其龍氣把夏目把身上的陰氣偽裝成陽氣，以欺瞞專業陰陽師。
春虎以「泰山府君祭」復活夏目時，因肉體與靈魂的連結卻不穩定，而以北斗的力量，將夏目的靈魂強行封印在她的肉體裡使其復活的，所以一旦過度消耗北斗的力量，就有再度死亡的危險。
夏目習得雷法後，有時會利用其龍氣，透過水氣生成木氣來使出雷法。
雪風
侍奉土御門家的古老式神，外型為一匹白色駿馬，可馳騁於天空與陸地。
在大連寺鈴鹿事件中貢獻良多，後在一年級實技測驗的同時被泰純寄到陰陽塾，幫助冬兒趕往正在修祓鵺的春虎等人所在，事後由夏目保管持有。夏目過世後由冬兒保管，直至一年半後冬兒等人重遇春虎而把雪風交給春虎。
霹靂
原為土御門千鶴的護法式式神。這是一種不實體化也能使役的護法式。能在主人的指示下只施放咒術的術者分身，或是作為「第二個手和嘴」的特異式神，可以從體內直接放電。夏目從千鶴以學習雷法，並帶走了千鶴的式神「霹靂」。
阿刀冬兒（聲：木村良平）
12/22生，魔羯座。
春虎的損友，額上卷有頭巾，原武鬥派的美型不良少年。個性成熟穩重且喜歡趣事，說話常常一針見血，雖然本人表示愛好和平，但其實更愛冒險。平時總抱持遊戲人生的態度，但在緊急關頭非常可靠，也很關心朋友，私下常幫著春虎等人規劃計策，也常作為他們的傾聽者與建言者。
兩年前靈災恐怖攻擊「上巳大祓」的受害者，成為身體被鬼所寄宿的「生靈」，接受著春虎父親的治療，因而結識春虎。
大連寺鈴鹿事件後，與春虎一起轉入陰陽塾。原本就因自身狀況而自己學習有關陰陽術的知識，對人際關係的操作與運用也頗有造詣，在陰陽塾中可說是如魚得水。在陰陽塾入學時曾被倉橋美代稱是夏目的角行鬼。本來就是「見鬼」，再加上細膩的觀察力，一眼就看穿夏目與北斗的祕密，成為掌握三人關係的中樞紐。
一年級實技測驗時遭到雙角會所策畫的靈災恐怖攻擊「上巳再祓」波及，體內鬼氣一度被激活化，差一點就要墮入鬼道，一度陷入自暴自棄的狀態，但被春虎拉回。之後春虎的父親將治療進到下一個階段，擴大了封印，將方針從單純的壓制轉變成控制，讓冬兒有能力活用鬼的力量。事後冬兒開始訓練自己駕馭鬼氣，當他釋放生靈力量時會長出雙角與尖牙，鬼氣會纏繞身體變成宛如披上古代武士盔甲的模樣，實力足以壓制職業的祓魔官。
在春虎失蹤後，顧及自身的生靈力量會引起敵人的注目，冬兒選擇與天海大善一起隱密行蹤。天海以向镜提供春虎、大友的情報為條件，要求镜训练冬儿。镜虽然知道天海不会老实提供情报，但想到大友也曾做过老师便答应了下来。在镜的训练下，冬儿已经能解除第三重封印。虽然只持续了数秒。
在陰陽塾的畢業典禮上的直播表演中，從天馬放出六隻嘴裡叼著粉紅色緞帶的燕鞭中得知其所傳達的信息，而得知夏目已回來了。
得知陰陽廳逮捕了土御門泰純等人而趕去救人，但在天海指示下先去陰陽廳救走鈴鹿再與夥伴會合，後以生靈的力量成功帶著鈴鹿從弓削麻里手中逃跑。
在第二部13卷中揭示体内的鬼为「平將門」的眷屬，因此在使用生靈的力量時無法傷害相馬家的人。
水仙
原倉橋家的式神，外表為身穿和服的妙齡美女。
擅長料理與打掃等家務，原本負責打理倉橋家宅邸，為照顧傷殘的天海大善而由倉橋美代出借。由於天海本人的靈力被封印，才讓冬兒作為主人提供靈力。
大連寺鈴鹿（聲：佐倉綾音）
2/22生，双鱼座。
年紀約在初中生左右的可愛少女，髮型為直捲的双馬尾。「十二神將」之一，專門研究「帝式」的研究者，因是以最年少身分得到資格的天才，故有「神童」之稱。但相對於優秀的咒術才能，精神面卻還不成熟，為復活亡故兄長而欲舉行靈魂禁術「泰山府君祭」，找上了被傳言為夜光轉生的夏目。在儀式的最後一刻，被夏目與春虎聯手阻止，隨後被陰陽廳咒搜部逮捕。
前國家一級陰陽師、「導師」大連寺至道的親生女兒。由於大連寺至道出身於相馬家，因此鈴鹿也擁有相馬家的血統。從出生前就開始遭到父親的咒術改造，連哥哥也因不堪負荷而身亡，但也因此使鈴鹿獲得足以成為「十二神將」的咒術才能。
鑒於事件的起點在於鈴鹿尚未成熟的心理與價值觀，作為懲罰在監禁半年後送進陰陽塾上學以培養正常的倫理觀念，同時無限期停止國家一級陰陽師的資格，靈力也遭到倉橋源司封印。在春虎他們升上二年級時，成為陰陽塾一年級生。
因出眾的實力與可愛的容姿，被陰陽廳當作形象代言人，即便是一般民眾有所耳聞，更被陰陽塾眾學生視為偶像。平時在外人面前裝做親和的偶像模樣，但其實本性十分傲慢好強又彆扭，不過實質上內在也有柔弱的一面，只是會借由偽裝來掩蓋內在而已。某種程度來講跟夏目的情況很相似，與周圍人存在著嚴重的代溝，難以建立正常的交流，所以變得只有知道她真面目的春虎等人能與她對等的交談。對率直的春虎抱有戀愛的情感，時常找他與夏目的麻煩，卻不擅長應付京子。在合宿時鈴鹿在和春虎及京子談話時透露出已知夏目與北斗的關係。
由於鈴鹿本身屬於研究人員，戰鬥並非她所擅長，與其他「十二神將」相比戰鬥能力較為弱小，但依舊遠遠超過一般的陰陽師。擅於操縱式神，有一本寫滿特製術式的聖經書，能一次召喚數十隻式神如雪崩般淹沒敵人，但後因靈力受到封印，能操縱的式神數量少了一大半。
在春虎失蹤後，鈴鹿主動從陰陽塾中退學，並重回陰陽廳研究室。雖然一直遭到軟禁而極少與人接觸，不過唯獨經常與多軌子來往，多軌子經常道歉的性格卻讓鈴鹿應付不來。鈴鹿表面上重操以前的研究，私下調查著倉橋和相馬的真實目的，在自己的調查下，猜測到了真正的陰謀。
在陰陽塾的畢業典禮上的直播表演中，從天馬放出六隻嘴裡叼著粉紅色緞帶的燕鞭中得知其所傳達的信息，而得知夏目已回來了。
得知陰陽廳逮捕了土御門泰純等人後展開行動，後在冬兒的幫助下成功從弓削麻里手中逃出陰陽廳。
倉橋京子（聲：喜多村英梨）
春虎與夏目的同班同學。陰陽廳現任廳長倉橋源司之女、陰陽塾現任塾長倉橋美代的孫女，是現陰陽界最有權勢的倉橋家千金。巨乳，有著如偶像明星般亮眼的外貌。成績優秀，在同年級的塾生中僅次於夏目，也是少數擁有護法式的人。個性有些爭強好勝，但也有著愛照顧人的姐姐氣質，在隊伍中起協調緩和作用。
幼時與土御門家的某位男孩結識，並許下某約定，而這份約定漸漸衍生成戀慕。因與他人一樣認為夏目是男性，所以誤認她就是當年交換過約定的男孩（其實是春虎），對夏目懷有愛慕之情，但因不了解夏目的態度而漸漸演變成比較與衝突。對中途入學的春虎有所衝突，但於後來和解。由於倉橋家原本也是土御門家的分家，所以京子算是春虎與夏目的親戚。
目黑事件後，得知夏目女扮男裝的事實而動搖不已，也明白春虎才是當年的那位男孩，在心思雜亂的狀況下痛罵春虎與夏目是騙子，與兩人之間也產生了隔閡。因為明明把夏目當作心意投注的對象，卻完全沒有發覺對方是女孩的真相，讓京子苦惱自己是否只是盲目沉醉在戀愛，而沒有真心看待過春虎與夏目。雖被鈴鹿特別安慰，但還是鼓不起勇氣面對春虎與夏目。在鈴鹿安慰期間，因鈴鹿說溜嘴而知道夏目與北斗的關係。後來，夏目主動前來面對京子，兩人在互相坦白後成為真正的朋友。
之後跟夏目訂下約定，希望她要向春虎坦言「北斗就是夏目」的秘密，這樣才能讓她的和夏目堂堂正正的較量（誰可以先取得春虎的心），但實際上已認定自己的初戀已經以失戀為結尾落幕了。在邀請相馬多軌子參加煙花大會時，告知了對方夏目女扮男裝的事實，使倉橋源司等人發現夏目是春虎的替身一事，因而引發了鴉羽織事件，所以京子在夏目被失控的鴉羽重創不治後深感自責。
夏目去世後，京子的觀星才能開始逐漸覺醒。到了與禪次朗對峙時正式發揮出來，告知了夏目的星象就在春虎的旁邊等著他，成為讓他們下定決心的推手。
在春虎失蹤後，京子雖重返陰陽塾就學，但在外的所有言行都受到了極大的監視。以探望祖母的名意，暗中向祖母學習觀星技能，但一直無法運用自如感到苦惱。後來偶然發動觀星能力並預見到大友對應的星象周圍出現巨大且無法看穿的陰影（大友的式神「蘆屋道滿」）。
在陰陽塾的畢業典禮上的直播表演中，從天馬放出六隻嘴裡叼著粉紅色緞帶的燕鞭中得知其所傳達的信息，而得知夏目已回來了。
得知陰陽廳逮捕了土御門泰純等人後，立即收拾行李和與祖母道別，並利用與自身外貌一樣的式神以聲東擊西方式成功騙過倉橋家的門生們，離家後與天馬會合。
白櫻、黑楓（黒楓）
京子的護法式為二位一體的陰陽廳製式神「G2·夜叉」。除了都內建達人級的徒手格鬥技術外，還個別擅長使用薙刀與太刀。
百枝天馬（聲：下野紘）
春虎的同班同學，戴著眼鏡的弱氣少年。個性和善，就算是對流言纏身的夏目和吊車尾的春虎也不會有所顧忌，最初作為情報源而被冬兒接近，因而成為春虎他們最初的朋友。功課不錯，但沒有出眾的才能，也不擅長實技，與春虎等人相比實戰能力並不高。雖對自己的才能是否能成為優秀的陰陽師而感到憂心，但不論情況如何艱難仍能為朋友努力奮鬥。
出身於陰陽師名門，母親當年與父親私奔離家，創立第一家民間咒具製造廠「WITCH CRAFT公司」，大大改革現代式神的使役方式，但販賣式神的行為與繼承傳統的百枝家作風相左，也成了天馬母親與祖父母間不和的主因之一。後來父母因故身亡，天馬就由祖父母收養。祖父母對天馬雖然嚴厲但也十分關心他，只是對天馬母親所造成的傷害似乎還沒釋懷的樣子。
存在感相當薄弱，經常遭到忽視。作為春虎身邊最不起眼的人物，是唯一沒被陰陽廳關注的對象，天馬也發揮了這樣的特性，在早乙女涼的指示下憑藉著乙級咒術（騙術）毫髮無傷的潛入陰陽廳，並成功解放了鴉羽，成為救出春虎的行動中最關鍵的人物。
在春虎失蹤後，天馬在冬兒的勸告下選擇「待機」，留在陰陽塾「扮演」了一位普通塾生的角色。表面上雖然依舊是個實技差的塾生，私底下則不斷磨練自己的技巧。收到了秋乃交於自己的夏目書信後，在直播的畢業典禮上的表演中私自放出六隻嘴裡叼著粉紅色緞帶的燕鞭，傳達了「不會讓夏目孤身一人」以及「一定要把你找出來」這兩個訊息。回應了夏目的書信並通過轉播向自己的夥伴們傳達了信息。
得知陰陽廳逮捕了土御門泰純等人後，立即收拾行李準備行動。離家前其祖父母為讓他無後顧之憂而將其逐出百枝家，並給予他父母所遺留的機甲式式神「羽馬」。
羽馬
由天馬父母所創造的機甲式式神，是一台結合不同功能式神的悍馬車。車子的各部分由不同的式神來負責控制與運行，有控制引擎的式神、控制轮胎的式神、控制结界的式神等，以及專門统御这些式神的式神。簡單來講，是個由一個作為控制核心的人造式来使役其他做為零件的人造式，如同由不同晶片與零件組裝而成的精密電子機器，完全打破傳統的式神運用觀念。
相馬秋乃
第二部的登埸角色。作為寄宿人在星宿寺里打雜的少女，為少見的兔子型生靈，不時會露出耳朵和尾巴。自嬰兒時期便在星宿寺中生活，為寺中最年幼者，現今年約十二、三歲，但實際年齡連本人都不清楚。在寺中處於階級制度中的最底層，受到了一定程度的欺凌，只有一位「千爺爺」對她和善，能友好相處。
某一日，秋乃被命令下山去接應一位的新寄宿人，而認識了化名為「北斗」的夏目。兩個相見之初寡言少語，但一段同居生活後便熱絡起來。沒有接受過術法訓練，而生靈的力量可以讓秋乃的移動速度變的很快。不過體內似乎有著奇特的秘密。於後面報上真實的姓名「相馬秋乃」，與多軌子同樣是相馬家的後裔。
星宿寺事件後跟隨土御門一家離開，並一同來到東京，代替不能隨意行動的夏目將夏目書信交於天馬。
寄宿在其身上的兔子靈體實為象徵玉兔的式神「月輪」，因此秋乃對靈氣的感應敏銳，而且她跑步速度特別快。
月輪
寄宿在相馬秋乃體內的式神，陰陽師土御門夜光的使役式式神，為夜光仿照象徵陰陽道中代表「月亮」的神獸玉兔製作而成的式神，與「鴉羽」為成對的式神。
與「鴉羽」相同，「月輪」既是式神也是咒具，具有優秀的感應能力與精神干涉能力，且「月輪」中寄宿著土御門家祖靈－－安倍晴明分身（為晴明本人生前製作的複製體）的意識與人格。常態為一隻銀色眼睛的白兔，憑依主人後為一隻戒指。
夜光在舉行「天曹地府祭」前，把月輪交託給相馬家的相馬章治保管，但章治沒有把月輪交託給相馬家的當家。後來在原因不明的情況下，月輪寄宿在秋乃體內。

### 陰陽塾
倉橋美代（聲：平野文）
陰陽塾前任塾長，倉橋家前任當家。陰陽廳廳長倉橋源司之母，亦是倉橋京子的祖母。高雅而直率的老婦人，隱藏在和善的外表下是深沉的城府。幼時受到土御門夜光賞識而隨侍於其側的巫女。擅長以觀星預測未來，傳聞中的「倉橋家的觀星術士」在業界可說鼎鼎有名，是歷代陰陽廳廳長依賴的最後手段。
年幼時，其才能受到夜光賞識，為夜光塾最早期的創始成員之一，後來嫁入倉橋家中，在陰陽塾成立時毛遂自薦擔任塾長，並將陰陽塾發展至如今的規模。隨著年老而使觀星能力逐漸衰弱，漸漸看不清未來。在鴉羽事件後，對自己沒有預測到這個悲劇而非常悔恨，也了解自己的觀星能力已經完全喪失了。
雖為前代當家，但當年是以嫁入的形式進入倉橋家，而非倉橋宗家出生，所以對於兒子源司口中所謂「倉橋的意志」一無所知。
在春虎失蹤後，讓冬兒等人在自身家中商討對策。因自知自己的權力及人脈都在兒子之下，且為訓練京子觀星的能力，而沒有離開倉橋家。一年半後，已经离去塾長一職，並以隱居的形式被軟禁在倉橋家中。在這期間內暗地教導著京子觀星的要訣。
阿爾法、歐米加（聲：長克巳、有本欽隆）
美代塾長親自灌注咒力的高級人造式，屬機甲式式神，外型像兩尊狛犬石像，常駐於陰陽塾門口作為看門人，態度雖有些高傲卻很關心塾生，上下學時常會噓寒問暖幾句，頗受塾生歡迎。本身的構造與「裝甲鬼兵」相同，是屬於帝式的產物，平時顯現的是擬態後的模樣，比原本的真面目還小了一半。
在道滿來犯時現出原型迎擊，結果形代遭到毀損，後來修復。第二部第十卷中透露，兩隻式神已经隨美代塾長的离职而撤除了。
白麒、黒麟
大友陣（聲：遊佐浩二）
08/12生，獅子座。
春虎等人的班級導師，身材高瘦、口說關西腔的年輕男子，右腳裝著木頭義足。外表給人溫柔不可靠的感覺，言行有些輕浮，真實身分卻是原「十二神將」之一的退役咒搜官，實力高強而深藏不露，因職務的隱密性而未對外公開過姓名，只有外號「黑子」流傳於業界。隱退後受美代挖角，成為陰陽塾的教師。平時雖然散漫，但作為老師的責任心很強，很關心做為學生的春虎等人，也受塾長所託暗中提防接近夏目的夜光信徒。
陰陽塾第三十六屆的畢業生，和木暮禪次朗及早乙女涼在就讀時，被合稱為「三六的三黑鴉」，是當時常惹麻煩的問題學生。曾是咒搜部部長「神扇」天海大善的得力助手。在過去帶領過鏡伶路進行實習，讓他見識過自己的「工作內容」，表明自己是「一有必要就什麼事都做得出來的人」。在「上巳再祓」時嚴厲的警告鏡，不准他對自己的學生動手。
在蘆屋道滿襲擊陰陽塾時出面對持，展開了一場精采絕倫的咒術對決，後靠著大友暗中策劃的計策與木暮帶來祓魔小隊聯手擊退道滿，但也因此受重傷，住院觀察。結果大友所受的靈障極為嚴重，傷及靈體本身，頭髮也因而全白。
直到天海失蹤以及土御門家燒燬，察覺事態不對，加快出院的速度。出院前夕道滿意外來訪，道滿表示是為了給予勝者的「禮」，說出了一些雙角會的黑幕。後道滿認為依舊不夠盡禮，因此與大友成為簡訊之友，表明要是日後有所需要時可以向他連絡。回到陰陽塾後制止了夏目與多軌子的術式比試，後得知了夏目的真實性別與和京子的問題，指點夏目前去與京子道歉。
在與美代塾長討論時，雙方皆認為陰陽廳內部恐不單純，美代塾長情求大友預備一份辭函，表示要解開他的「鎖鏈」。在夏目死後，對自己沒能保護學生非常自責，為救出受監禁的春虎，大友聯絡道滿以請求援助，準備聯手襲擊陰陽廳。
春虎被救出後，面對欲阻止春虎使用禁術的木暮，因為自知禁術的危險而猶豫，但在京子的觀星宣言後選擇站在學生這邊與木暮對戰。在事件結束後，對道滿提出了「成為我的式神」的要求，道滿答應後兩人現正逃亡中。
蘆屋道滿（聲：飛田展男）
報上傳說陰陽師名號的神祕陰陽師，真身不詳，與祕密結社雙角會有若有似無的關連，被咒搜部以「D」為代稱。真身為荒御靈，相當於危險等級三的靈災（也可能是目前只存在於理論中的等級五），外表呈現的老人軀體只是作為依憑的形代。
為了弟子（早乙女涼）的請求，對陰陽廳發出要取得「鴉羽」的預告函，使陰陽廳眾人嚴陣以待，然而對陰陽廳的攻擊只是佯攻，他的真正目標是陰陽塾。在他將春虎等人逼上絕境時，遇上過去從自己手下逃走的大友。道滿對這個不惜斷去一腿也要隱藏實力的大友產生濃厚興趣，多次煽動與自己比術，兩人展開了精采絕倫的咒術對決，最後在大友多重的計策與禪次朗的協助下，因而戰敗。而正當道滿欲表揚勝者時，遭雙角會暗藏的炸彈滅口。
老人軀體雖被破壞，但仍沒滅亡，在早乙女涼的協助下改以小男孩的軀體做為形代。之後協助大友陣闖入陰陽廳拯救春虎，最後成為大友陣的式神。
藤原（聲：千田光男）
曾擔任祓魔官的老講師，在春虎等人參加的升級考試中擔任考官，在學生陷入危機時會奮不顧身的挺身而出。
富士野真子（聲：三石琴乃）
陰陽塾男生宿舍管理員，年約二十六、七歲，外形算是個帶有休閒氣質的大美女。很愛關懷別人，但因為個性過於天然又遲鈍，反而會帶給關懷對象麻煩。冬兒評論說她雖然沒有惡意，但就是性格差了一些。是位腐女，對春虎、夏目和冬兒三位「男子」間的關係充滿幻想。
木府亞子（聲：久川綾）
陰陽塾女生宿舍管理員，與富士野關係很好，而且同樣是位腐女。

### 陰陽廳

#### 十二神將
倉橋源司（聲：小杉十郎太）
「十二神將」之首，外號「天將」。陰陽廳廳長和祓魔局局長。倉橋家現任當家，倉橋家前任當家－－倉橋美代之子，為倉橋京子的父亲。代表著「倉橋」的意志，欲與「相馬」再度擁戴「土御門」為咒術界的帝王，一切的目的皆為發揚陰陽之道。
要求春虎加入他们，他的最终目的仍然是個謎。但从其在阴阳厅地牢中试图用术式杀死天海大善的行动中（但其术式被不忍天海死去的宫地盘夫解除），可以看出仓桥源司充分代表了咒术界的黑暗。14卷中为保护多轨子被大友枪杀。
白阿、黒吽
天海大善（聲：石丸博也）
「十二神將」最年長者，外號「神扇」。咒搜部部長，大友陣的前上司。自由操作靈言的幻術專家，在對人咒術方面具有極強實力的老練咒術者。手中總是拿著一把扇子。
在咒搜部掃蕩雙角會的作戰中，揪出潛伏的間諜比良多並成功將其捕捉，卻在向倉橋源司報告時發現了一切的黑幕。後不敵倉橋源司與宮地而被擒。在被倉橋源司監禁後被其封印靈力，同時被剝奪念咒語結印的能力，更被下了會逐漸衰落致死的詛咒，但因宮地於心不忍，私下將詛咒換成凍結生命的術式。
被剝奪力量後，如同一般人的天海仍然沒有放棄，他以自己集聚畢生心思打造的高級機甲式「朧」為媒介，操縱著兩體過去從天馬母親要來的試驗品式神「詭蛛」，尋找著近乎天文數字般渺小的反擊機會。後經由天馬與冬兒等人，成功讓春虎脫出，而被道滿的式神發現後也被他帶出了陰陽廳。
金士、銀次
天海的護法式。陰陽廳製人造式「G1·仁王」。金士為金色、銀次為銀色。
朧
天海的扇型機甲式，其集聚畢生心思打造的傑作。雖沒有強大的力量，但有著能如同天海本人般思考的高等智能。
詭蛛（Trick Spider）
天海的檢知式。原為天馬母親開發出的式神，但因術式過於複雜而無法量產，僅有做為試驗品被製造出來兩體。因為天海有所興趣，所以天馬母親轉讓給他。外型如同蜘蛛，能與術者共享視覺與聽覺。有兩大優點，一者是能自行吸收周圍靈氣來保持實體。二者是只要設定完成，即便是一般人也能操作。
木暮禪次朗（聲：高橋伸也）
「十二神將」之一，外號「神通劍」。祓魔局獨立祓魔官。12/05生，射手座。
祓魔局的後起之秀，直率又可靠的老好人。陣的同期同學，過去兩人及早乙女涼在陰陽塾就讀時，被合稱為「三六的三黑鴉」。畢業後也一同進入陰陽廳工作，但與活躍在地下咒術界的大友陣相反，木暮在咒術界的光明面中大放異彩。
鸦羽事件後，阻止土御门春虎进行「泰山府君祭」，和大友发生战斗，在看到被关押地牢的天海后，意识到阴阳厅黑暗一面而放弃了阻止，但也因此和大友决裂。
第二部中，為追尋大友的行蹤而轉調咒搜部，與三善十悟和山城隼人一起組成特別行動小組，負責追捕大友。私底下也在調查陰陽廳內部的黑暗，甚至懷疑在學時代的老師之死與之有關。
烏天狗（聲：南央美）
木暮使役的四隻烏天狗式神，型代是一輛摩托車，是由天馬的雙親所製作的。雖類似機甲式，卻又能個別實體化，是一個特殊的式神。名子分別是黑龍、獭祭、醴泉和鳳凰美田。第二部中，于星宿寺行动失败后受命赶向星宿寺。
鏡路（聲：吉野裕行）
「十二神將」之一，外號「食鬼」。祓魔局獨立祓魔官。穿著打扮如同流氓之輩一樣散發狂野暴戾的氣息，實力雖強，但性格卻十分惡劣狂傲，是祓魔官中的問題人物，常做出許多危險的舉動。無奈於陰陽廳人才缺乏的窘境，只能對他套上一個「項圈」，額頭上的乂字印記就是束縛其靈力的封印。
對春虎等人很感興趣，特別好奇在冬兒體內那與大連寺至道有關的鬼氣，認為那能解答「上巳大祓」的秘密。在咒搜部掃蕩雙角會時成為夏目的護衛，而在雪佛失控時，認知到受到懲處已是必然，便一不做二不休的隔岸觀火，甚至想暗中取回雪佛的控制權，欲逼使冬兒墮入魔道或是確認夏目是否是夜光轉生，但因為角行鬼的現身而只能觀望。於春虎被軟禁在陰陽廳時，和意圖搶回春虎的大友交戰，但敗在對方事前準備的咒術下而撤退，之後與欲奪回夏目遺體的春虎在路上相逢，並重傷其左眼，在飛車丸覺醒與角行鬼趕到後判斷情況不利於己而再度撤退。
第二部被天海要求以提供春虎和大友的情報為條件訓練冬兒。鏡雖然料到天海不會老實提供情報，但想到大友也曾做過老師便答應了下來。
雪佛（聲：寺島拓篤）
鏡路的使役式，外表像是位身材修長的瘦弱青年，實際上卻是強大到遭受陰陽廳管制禁用的危險式神。因為「D」的緣故，讓鏡得以獲准使用。是以傳說中斬斷茨木童子一臂的名刀「髭切」為核心實體化的靈性存在。
內心渴望戰鬥，因此才選擇好戰的鏡為主人。但雪佛卻長期被封印在陰陽廳中，好不容易回到主人身邊後也一直無法得到滿足。一直累積的焦躁與不滿終於在目黑事件中爆發，殺死了接近護衛對象夏目的江藤，後一時興起破壞了他手中的咒具，結果遭到從中湧出的瘴氣影響而暴走，追擊著做為北斗使役者的夏目，導致夏目的真身敗露，最後被突破極限的春虎以計策重創而無法維持實體化。
宮地磐夫（聲：石塚運昇）
「十二神將」之一，外號「閻魔」，但所有熟識宮地的人都會稱其「炎魔」。祓魔局修祓司令室室長，同時也是獨立祓魔官，是現今位於所有祓魔官權力與力量頂點的人物。實力在當今陰陽師中首屈一指，足以一人改寫任何戰局，是當今最強的陰陽師。
雖然宮地也秘密服從於倉橋源司的個人命令，然而他對處置天海的方式仍是頗有微詞，其認為即便立場不同也不該如此狠心。於是私下將致死的詛咒換成凍結生命的術式，希望等一切結束後讓天海以一般老人的方式度過殘生。
弓削麻里（聲：井上麻里奈）
「十二神將」之一，外號「結界姬」。24歲，獨立祓魔官，專精結界系統的咒術專家。被宮地愛稱為麻里醬，本來對上司宮地心懷敬意，但現在都會在內心（與手機來電號碼）叫他「鬍子」。
曾參加過道滿預告襲擊陰陽廳的對策會議。之後奉倉橋源司的命令前去拘捕泰純，還在陰陽廳與宮地一同對抗攻來的道滿。在小说第十卷和山城隼人、三善十悟参与星宿寺的行动。
三善十悟（聲：土田大）
「十二神將」之一，外號「天眼」。擔任情報課靈視組組長的特別靈視官，具有極為強大的靈視能力，但卻毫無任何戰鬥及保護自己的能力。
第十卷中，在星宿寺用灵视察觉到了夏目的存在和身上「死人」的味道。之後，建議山城隼人逮捕夏目，双方进行术战，本占据上风，但在天狗（星宿寺式神）和土御门千鹤介入下扭转，逮捕行动失败告终。

大連寺鈴鹿

大友陣

山城隼人
新任「十二神將」，咒搜官。在陰陽廳襲擊事件一年之後的春天，晉升為國家一級陰陽師的新任十二神將，19歲。五官端正的青年，對自身實力很有自信。倉橋源司的嫡系弟子，自幼拜入倉橋家門下。陰陽塾的畢業生，比春虎等人還大兩屆的學長。但因為就读期间两年便完成全部学业，到第三年就已不用再上学，所以與春虎等人在陰陽塾完全沒見過面。对人态度十分傲慢，而且立功心切。
于第十卷与三善十悟、弓削麻里到达星宿寺规劝星宿寺服从阴阳厅。新人出道非常急于表现自己，伪造源司亲笔信，煽动星宿寺中改革派的理晏叛变并服从阴阳厅。在得知夏目的存在后想要利用夏目威胁春虎投降，试图去逮捕她。但在天狗「星宿寺式神」和土御门千鹤介入下逮捕行动失败告终。
之後與木暮禪次朗和三善十悟一起組成特別行動小組，負責追捕大友。在一段時間的相處之下培養出了團隊情誼，木暮失蹤時表現出了對他的擔憂，更開始懷疑倉橋源司的目的。在得知倉橋源司等人的陰謀後，基於做為咒搜官的正義感而選擇對抗，與三善一起說服了幸徳井姊妹和弓削，團結了一部分的十二神將。
滋岳俊輔
「十二神將」之一，外號「大佐」，獨立祓魔官。擅長使役式神，能如同指揮軍隊般一次操作大量的式神，是其外號的由來。
性格固執而嚴謹，講求紀律，甚至會要求部下的服裝儀容。加上工作時除了黑色的防瘴衣外，還會帶上一頂貝雷帽，神情與服裝活脫脫的就像是一名軍官。其外號不只反映著他的祓魔方式，也暗指著他的人格特質。與其他天賦異稟、二十多歲就能得到一級資格的十二神將不同，他直到三十多歲才通過考驗成為十二神將，是屬於大器晚成型的陰陽師。
然而相較於強大的靈力，對靈性傷害的抗性卻非常差，時常會在祓魔現場受到靈障而被迫離開前線。甚至在擔任一般祓魔官的時期，就因這個弱點而被同僚戲稱為「玻璃劍」，但他依舊憑著努力與執著達到今日的地位。於「上巳再祓」事件的不久前，因受到靈障退出第一線養病。在第二部中，回歸第一線。
迦楼羅
幸徳井白蘭／幸徳井玄菊
同列「十二神將」的雙胞胎姊妹，外號「雙瞳姬」。兩人皆是具有強大靈視能力的特別靈視官，與「天眼」三善十悟一同撐起監測東京靈脈的重責。
年紀約在二十後半，比弓削麻里還年長，但外表看起來卻比她還年輕，性格也有著讓人不敢相信的稚氣。由於出身於歷史悠久的陰陽師名門，又都是天賦異稟的神童，兩人從小就接受家族的培育與呵護。雖然才能順利開花結果，但也因為這樣的成長背景而被養成不懂世事的深閨大小姐。

### 雙角會
相馬多軌子（聲：金元壽子）
在陰陽塾塾舍屋頂與春虎等人相遇的紅髮少女，與春虎年纪相仿，自稱是走在陰陽之道上的「塾生」。個性活潑直率，略帶點孩子氣，舉止高雅的同時還給人一種不食人間煙火的感覺，就像微服出遊到外界玩的公主。剛見面就對春虎與夏目十分親密，說出了陰陽塾前身－－夜光塾的歷史淵源。
实际身份为當年在軍中支持夜光的古咒術師家族－相馬一族的直系血脈，被周围人唤为「公主」，為了完成一族發揚陰陽之道的悲願而行動。由於生長環境的緣故而沒有同齡的朋友，一直希望能跟春虎等人成為好友。
雖然是雙角會的成員，但其實是秘密效忠於陰陽廳廳長倉橋源司個人。也因此假扮比良多篤禰時，即使是雙角會成員也會拋棄甚至殺害。
在比良多笃祢潜入宫内厅御灵部时暗中將其取代，并以这个身份反向潛入咒搜部中，直至被天海大善识破。
後來由於侍奉歷代當家的四名八瀨童子都到極限不得不「退職」，而把夜叉丸與蜘蛛丸收為式神。
長年歷史累積的執著與過於天真的想法使多軌子鑄下大錯。在得知泰純的所為後非常憤怒，認為春虎與夏目都陷入「詛咒」才會背離自身的命運，欲使用「鴉羽」使春虎覺醒，卻沒料到春虎解封不全的問題，最終導致鴉羽的失控與夏目的死亡。對這樣的後果，多軌子也感到無比的悔恨。背弃源司的命令制止夜叉丸的阻拦，让春虎顺利取回夏目遗体进行「泰山府君祭」。14卷中以「天曹地府祭」使平将门降在自己身上。
比良多篤祢（聲：石田彰）
陰陽廳咒搜部公安課的咒搜官，接替「黑子」的職位成為現在天海的得力助手，是咒搜部的明日之星。負責指揮搜查祕密結社雙角會，兩年前曾臥底潛入御靈部，發現內中已成為雙角會的溫床，在「上巳大祓」後帶隊拘捕御靈部內的雙角會成員。
实际在卧底御灵部过程中已经被替换为偽裝外貌的相马多轨子。真正的比良多笃祢曾因两年前卧底潜入御灵部搜查时被掉包。
大連寺至道／夜叉丸（聲：櫻井孝宏）
鈴鹿的親生父親，原宮內廳御靈部部長，具有「導師」之名的原十二神將。舊姓為「相馬」，因入贅於咒術名門「大連寺家」而改姓。
在御靈部內秘密結社「雙角會」，但與夜光信徒不同的是將夜光視為「完成偉大計劃的重要助力」，與陰陽廳長倉橋源司互通款曲。兩年與其他雙角會成員共同策劃並執行了一場非法的大型咒術儀式。以自己為形代進行降靈，變成了危險等級4的靈災並引發了百鬼夜行，演變成日後人稱的史上第一起靈災恐怖攻擊事件「上巳大祓」。至道本人在過程中身亡。
以「相马家的秘术」转生为式神·八瀨童子的靈性存在，還保有生前的记忆，認多轨子為主人，以「夜叉丸」自称。
六人部千尋／蜘蛛丸（聲：諏訪部順一）
原為御靈部的陰陽師，大連寺至道的左右手。事件「上巳再祓」的主谋者，後在與木暮交戰的過程中以咒術自杀。接受和至道相同的秘术转生为八瀨童子，成為多轨子的式神，自称「蜘蛛丸」。
佐竹益观
與倉橋源司關係匪淺的議員，被稱為新國防派明日之星的著名政治人物。原本佐竹家為相馬家的分家，出身於相馬家旁系的至道是他的叔父。兩人的關係不言而喻，當初御靈部的成立也與益觀有關。
牧原義隆（聲：最上嗣生）
隸屬於祓魔局新宿支部的祓魔官，是咒搜部調查的雙角会成員裡指揮地位最高的一位。對功績卓越的夜光懷有崇高的敬意，同時不悅陰陽廳默認輿論使夜光成為罪魁禍首的做法，然而也對雙角会變質成狂信者集團感到無奈。在咒搜部掃蕩雙角会成員時，於新宿支部被喬裝成比良多的多軌子射殺滅口。
江藤（聲：佐藤健輔）
祓魔局目黑分部的祓魔官，第十三小隊的隊長，曾是藤原的部下。與六人部千尋和牧原義隆是同進陰陽廳的舊識，雖非夜光信徒，卻認同雙角會發揚陰陽術的志向，保管著六人部所留下能引發靈災的咒具。後在請求夏目發動咒具時，遭到雪佛所殺。死後手中的咒具被雪佛所破壞，在現場引发了強大的灵灾。

### 土御門家
土御門夜光（聲：置鮎龍太郎、石川界人（少年時代））
半世紀前統領陰陽界的傳奇陰陽師，天賦異秉的稀世天才，在大戰時期創立了做為現代咒術前驅的帝國式陰陽術系統，可說是振興咒術界的現代咒術之父。但當他在大戰末期所實行大規模咒術儀式失敗而身亡之後，夜光成了導致東京發生靈災的罪魁禍首，土御門的名號也因而變得惡名昭彰。對土御門家而言夜光既是榮耀也是衰敗的象徵。
然而後世大部分的陰陽師並不認為夜光的儀式失敗，而是成功讓自己的靈魂轉生到陰陽術大放異彩的現代，傳言他將轉生到繼承他血脈的土御門後裔。即便現在大多數人對夜光都抱持不好的印象，但對鑽研陰陽術的人而言，締造輝煌成果的他無疑是一個偉大的傳奇人物。更有人對他給予「北辰王」之名並將他信奉為神，成為所謂「夜光信徒」的狂熱崇拜者，而他們也盯上了被謠傳是夜光轉生的夏目。
據曾見過他的倉橋美代所言，夜光很喜歡找人下將棋，但本身棋力卻不怎麼樣，每次下棋输了之后便会耍赖。傳說夜光有兩位作為他雙臂的強大式神，一為「角行鬼」，一為「飛車丸」。

土御門小翳
夜光的妹妹，是家族裡少數幾個不排斥飛車丸的人，由於父母早死，飛車丸又常偏袒身為主人的夜光，因此兼代母職常教訓做事亂來的夜光。也是土御門泰純的祖母。在離世前，對於無法見到靈魂轉生的夜光，感到遺憾並交代飛車丸要好好照顧轉生後的夜光
土御門泰純（聲：速水獎）
土御門現任當家，夏目的父親。個性寡言木訥，與夏目的相處不太融洽。是位優秀的觀星者，在道满袭击阴阳塾的一个月之前拜访美代并将「鸦羽」秘密带走。
實際上是春虎的親生父親，夏目的養父。在春虎出生前便從觀星中得知自己的孩子為夜光轉世。由於答應亡妻會守護兒子，且兒子出生後不久再以觀星得知其變幻無常且殘酷的坎坷未來，再加上夜光信徒、倉橋對土御門出現扭曲的期待等危險因素出現，而封印了春虎作為陰陽師的能力，隱藏了夜光的轉生在收養夏目時想出替換撫養的方法。雖不是沒有將夏目視為春虎的替身，但也真心期望她能成為春虎的助力，分擔土御門家的宿命。
陰陽廳派人來奪取鴉羽時，由於對方派出了宮地，不得不捨棄鴉羽並放火燒家宅，與分家的土御門鷹寬、千鶴以金蟬脫殼方式逃走。
土御門優子
舊姓「若杉」，出身於同為土御門分家的若杉家。泰純的妻子，春虎的親生母親。身體病弱，在產下春虎不久後逝世，得年只有二十多歲。
土御門鷹寬（聲：志村知幸）
土御門分家之人，春虎的养父。泰純的童年玩伴，同時依據家規而成為他的式神。曾經是個優秀的咒搜官，現在在鄉下擔任陰陽醫，是冬兒的主治醫生，在倉橋源司與夜叉丸的談話中得知，實力與宮地相當。
土御門千鶴（聲：渡邊明乃）
土御門分家之人，春虎的养母。退役的祓魔官，曾擔任修祓部隊的隊長，雖沒有考取「陰陽一級」的資格，但在當年論破壞力的話可是在全祓魔官的前五名。擅長於雷系咒術（為木氣的應用），在當年似乎有「秋葉原的拉姆醬」、「祓魔官的天神小町」、「閃光的Ladythunder」等等別稱，不過現在大概只剩「人類發電機」還有人記得。
于10卷再次登场，化解阴阳厅抓捕夏目的危机。

### 星宿寺
千爷爷
居住在星宿寺年事已高的老人，具体年龄不详，自称九十岁后就没再去记年龄了。曾经夜光的将棋棋友，在将棋上赢了夜光100盘，夜光因此留给他一个字据，内容是「土御门家要答应他一个要求」。夜光曾给他一个盆栽种子——不老不死药非时香果，被其种下后现已结出果实，春虎拜访千爷爷后将整个盆栽取走，称可能会用到。
在千鹤临走时，称自己已时日无多，拜托其带走秋乃，并报上秋乃全名－－相马秋乃。
常玄
星宿寺现任主持，保守派的代表人物，真罗法师的弟子。在理晏被山城蛊惑后，以一人之力轻松击倒变革派的众人。希望春虎掌管北辰山，发动结界封住咒术，妄图以枪支强行留下春虎。后败于春虎。与春虎一战后与变革派理晏化解意见分歧联手重振星宿寺。
理晏
星宿寺的变革派代表人物。山城妄图蛊惑其叛变并服从阴阳厅收编，但山城的计谋没有得逞。最后与保守派常玄化解意见分歧联手重振星宿寺。
忠範
十多年前原本在阴阳厅工作，六人部、江藤和牧原是他的后辈。后隐退于星宿寺。负责管理寺院收容的各路众人，督促众人打理日常事务等。是在星宿寺中第一个目击春虎从鸦羽中现身的人。

### 其他角色
早乙女涼（聲：橘田泉）
11/27生，射手座。
在春虎升上二年級之後出現在他面前的女性，自稱是他的學姊。外表為一名嬌小的少女，看起來只有約15歲左右，讓人常常誤會她的實際年齡。面容姣好，表情鮮少改變，給人一種像是洋娃娃般的感覺。喜愛年幼的女孩，非常中意空。原隸屬於御靈部的陰陽師，研究夜光相關領域的先驅者，曾提出能以「鴉羽」判斷夜光轉生的說法。
陣與禪次朗的同期同學，「三六的三黑鴉」的第三人。畢業後進入陰陽廳工作，原本任職於研究部門，但後來自願轉調到御靈部。與雙角會似乎沒有關係，在「上巳大祓」之前就提出辭呈，後失蹤。實際上是投靠蘆屋道滿以求庇護，成為他的式神（不過涼的堅持上稱呼是弟子）。
曾央求道满袭击阴阳厅阴阳塾去取鸦羽，在道满被大友阵击败后，将道满转生到某「正太」体内。曾借角行鬼之口警告春虎，在不完全解封的情况下无法正确凭依鸦羽，会有生命之忧。最后协助春虎进行「泰山府君祭」让土御门夏目复活。之后与获得夜光灵魂的春虎及其式神（角行鬼、飞车丸）一同秘密行动以求完全复活夏目并阻止相马家的降神。

### 外傳角色
八云晓兔
来自德国的归国子女，拥有德国人血統，是四分之一的混血儿。劍道實力高超，在学校参加剑道部，每次在比赛时会因高度紧张而发挥不出实力，可是在親近的人受傷害時就會從原本有些懦弱的態度變得極有氣勢。
本來與咒術無緣，偶然間与纪之部姐妹相遇后，在鵺一战中，令歌咏觉醒，并战胜鵺。随后半強迫地与纪之部姐妹进入阴阳墅，结识春虎等人，随后遭遇藤原千方，参加“逆神乐”的战斗。和纪之部姐妹战胜金鬼后，凭自己的力量战胜风鬼，并和藤原千方约定，胜利后会交换纪之部姐妹父亲的灵魂。
晚春虎等人一年入學陰陽塾的學弟，擁有「見鬼」的能力，但在咒術上就一竅不通。因為對咒術界不夠了解，所以完全不認識在業界如同名人般的夏目與鈴鹿，然而正因為本來是一般人，所以沒有像陰陽師一樣依賴見鬼，一眼就看穿夏目的偽裝，讓春虎等人為了掩飾而手忙腳亂。雖然本人不知道，但實際上他是相馬家分家的後裔。
因是自小在德國長大的歸國子女，在日語會話上有些較難的詞彙就不是很懂其意思。
歌詠
歌詠神社所祭祀的神體。是紀朝雄討伐藤原千方的四鬼時所使用的神劍，被陰陽廳認定為甲級的登錄咒具。
即使是在未能拔出劍鞘的狀況下也能抵擋鵺的攻擊，但因為「上巳再祓」的事件令封印被解除，變成了除了當時持有該劍的曉兔外無人能碰觸的情況。
劍上具有強大的結界，並有一擊將鵺給打倒的能力，甚至是抵銷掉未用全力出手的木暮的攻擊，是非常強力的武器。
具有「祓鬼」的特性，只要靠近鬼就會出現劇烈的反應，而且並不限定於藤原千方的四鬼，所以對鬼的「生靈」的冬兒來說是天敵般的存在。為了防止這點而備有特定的符咒來阻止此情況發生。
纪之部夕佳
日奈的双胞胎姐姐，歌咏神社的巫女，常冷眼對人且語氣粗暴。對咒術界十分了解，希望有天能成為專業的祓魔官。因為曉兔解開了歌詠的封印而半強迫地讓他進入陰陽塾就讀，雖然對曉兔有些蠻橫，但隨著多次的共同戰鬥而逐漸軟化自身態度。
纪之部日奈
夕佳的双胞胎妹妹，歌咏神社的巫女，相較於姊姊個性十分溫和，與曉兔初次碰面時態度也比較友好。對讓曉兔就讀陰陽塾而非更適合他的一般高中這點有些抱歉。
紀之部霧夫
歌詠神社的神主，夕佳、日奈的父親。未追究曉兔弄壞歌詠劍鞘一事，反而還感謝對方救了自己的女兒。作為陰陽師有著極高的水準，一眼就看穿了金鬼的弱點而引導曉兔等人獲得了勝利。但卻因此違反「逆神樂」的規則而被藤原千方抽走靈魂。之後便用自己的老鼠型式神協助眾人對抗千方與四鬼。
浦紀部夜彦
歌詠神社分社的巫女，平時都作男裝打扮，但乍看之下的外表與名字的緣故常被人誤認為是男性。在水鬼被曉兔等人擊敗後來到歌詠神社為服侍歌詠之主的曉兔而來。因為連神主霧夫也不知道分社的存在，加上出現時機已是四鬼中的三名被擊敗後的時間點，所以讓紀之部姊妹對她非常不滿。
中原星哉
曉兔在陰陽塾的同學，與看似認真的外表相反，是個充滿青春氣息的少年。
吉野陽太
曉兔在陰陽塾的同學，出身於真言宗的家族。個性友善的少年。
藤原千方
與因為反叛朝廷而被討伐的陰陽師藤原千方同名的銀髮少年。在歌詠的封印被破解後出現，向曉兔宣告「逆神樂」的開始，並接連派出四鬼去襲擊曉兔等人。實際上的目的是利用曉兔解開四鬼真正的封印，好徹底完成他執行「歌神樂」的計畫、創立一個讓鬼也能自由生活的國度。究竟是不是傳說中的藤原千方本人的這點並不清楚，但他不知道水泥的存在、對現代知識也不夠了解。使用的咒術不屬於帝式也不屬於汎式。
金鬼
傳說中跟隨藤原千方一起叛亂的四鬼之一。外表看起來是充滿力量感的肌肉男。有著任何武器都無法傷害其肉體的強悍防禦力，和無視束縛行動的咒術的強大力量。在霧夫的提示下，依照五行相剋的道理由紀之部姊妹施展火之法術將其擊敗。完全解開封印後，是個留著短鬚的高大男性。
風鬼
傳說中跟隨藤原千方一起叛亂的四鬼之一。外貌有如土偶，如其名能操縱風來攻擊。在曉兔的捨身攻擊下被砍斷腹部，僅剩下一把鐮刀後消失。完全解開封印後，是個黑髮的少年。巧妙地用言語誘使曉兔等人解開了最後的封印。
水鬼
傳說中跟隨藤原千方一起叛亂的四鬼之一。外表是個沒有雙手的女性。能操縱大量的水來攻擊，因為身體是由水構成的，所以歌詠的斬擊對她完全無效。霧夫利用老鼠式神的提醒眾人後，曉兔等人利用了水泥的特性將其擊敗。完全解開封印後，是名長髮的女性。很擔心千方，於是不顧千方執意要和歌詠的持有者曉兔公平決戰的想法，在完成其命令後襲擊曉兔等人。
隱形鬼
傳說中跟隨藤原千方一起叛亂的四鬼之一。如其名是完全透明的存在，只有具有「見鬼」特性的人可以勉強察覺。具有實體，只要找對位置仍可對其造成傷害。曉兔等人在星哉的提醒下利用霧氣使其現形後將其擊敗。完全解開封印後，是名長髮的沉默青年。

## 用語
陰陽師
在本作故事的時代，是為了鎮壓頻發的靈災，以法術將其消除的咒術師們的稱呼。本來因為現代化的因素逐漸被淘汰，但在半世紀前出現的大陰陽師土御門夜光以其天縱之才改造了古老的咒術，使其更方便的使用，在軍事上獲得了極大的成就使陰陽師的影響力重新崛起，而在現代也因為要應付靈災而成了不可或缺的存在。
需要通過國家的考試才能獲得專業的資格，並受到各種法令與陰陽廳的管理。另一方面也有少數未接受考核、不想被陰陽廳管理、存在於裡世界中的陰陽師。
見鬼
能以目視的方式直接看見靈氣的流動、靈體的存在或是能感覺到的能力。此種靈感能力是成為陰陽師的必須條件，有著先天就能感覺到的人，也有因咒術的因素在後天覺醒此才能的人。
土御門家
歷史悠久的陰陽師宗家，繼承了大陰陽師安倍晴明的血脈，於日本咒術界如同領導者般的存在。
曾因明治維新推行廢佛毀釋，陰陽師的總據點陰陽寮廢止，土御門家也一併沒落。然而在大戰時期，被廢止的陰陽寮復活，年輕的土御門家當家－土御門夜光被任命為最高負責人，而土御門家也再度成為陰陽界之主。
夜光推行了咒術界的改革，使一度面臨頹廢命運的陰陽術重現光彩，但在太平洋戰爭末期夜光所引發某事件使東京靈脈受到嚴重影響，導致靈災四起動亂不斷，而夜光本人也因而死亡。土御門家因此受到嚴重的打擊而勢漸漸沒落，陰陽界龍頭之位也被倉橋家奪去。
倉橋家
土御門家的分家之一，在前次大戰後取代了土御門家成為陰陽師的魁首。
若杉家
土御門家的分家之一，與支持夜光而獲得興旺的倉橋家不同，固守著傳統而逐漸沒落。
相馬家
大戰時期於軍方中有著極大影響力的咒術師家族，與倉橋家並稱為土御門夜光的雙翼之一。大戰結束後就消失在歷史舞台之上，暗中則與倉橋家繼續聯手，為了實現「夜光的遺志」而努力著。另一邊則讓分家佐竹家活躍於政治界中，並私下組織「雙角會」從事恐怖活動。
幸徳井家
原為安倍晴明的老師賀茂忠行的賀茂家的庶支，現在則是宗家。在江戶時代將陰陽師領袖的地位讓給土御門家後就逐漸淡出權力中心，現在只專心傳承陰陽師的技能，家族中也因此出現了許多優秀的陰陽師。
陰陽術
帝國式陰陽術
簡稱「帝式」，土御門夜光創立的陰陽術系統，集結了陰陽道、密教、修驗道與神道等各門各派術法所成。
最大的特點是極力排除宗教色彩，使陰陽術的技術因果性更為明確化，也使得術式更加簡易與普及。比精簡後的「汎式」更為繁雜且龐大，內中包含許多強大危險的軍用咒式，和如今已經失傳的神祕咒術。
汎式陰陽術
陰陽廳根據土御門夜光創立的帝國式陰陽術重新制定規劃的現代陰陽術，去除了一些一般陰陽師難以釐清的部分或是過於危險的禁術，其中包含了與靈魂有關的術式。
甲級咒術
陰陽廳承認具有效果的咒術，需具有「陰陽一級」或「陰陽二級」資格的職業陰陽師才有權力使用。
乙級咒術
指甲級咒術以外的咒術，另外能影響別人認知的言行也被視為是乙級咒術的體現。
式神
陰陽師使役的侍從，現在依泛式而主要分為降服如龍、鬼等自然生成的靈性存在做為式神使役的傳統使役式，與將咒力注入由人工製作的形代所制成的人造式兩大類。而人造式依性能程度分為簡易人造式、一般人造式和高等人造式，再依各自的功能與性質分類。
簡易式
簡易人造式的略稱，單以術者本人的咒力打造，若不直接操縱的話就只能執行事前下達的指示。
束縛式
人造式類型的一種，用來束縛對方並加以捕捉，咒搜官常用的式神。最具代表性的是由WITCH CRAFT公司生產的「WA1·燕鞭」。
機甲式
人造式類型的一種，形代本身就是作為式神身體的類型。雖因有實體而沒有其他式神那樣對物質的模糊彈性，但也因而彌補一般式神不耐於強大物理衝擊的缺點。帝式中的「裝甲鬼兵」就屬此類。
護法式
人造式類型的一種，保護並且遵從主人命令，忠實的人造守護者。與使役式同樣是必須二十四小時持續召喚的式神，對使役者而言是非常沉重的負擔，如果不是靈力有一定水準的人根本無法操控，所以對陰陽師來說，使役護法式或使役式式神是一種身分地位的表現。
詛咒式
人造式類型的一種，以詛咒的咒力所製成的式神，是強大而危險的禁忌咒術，未經允許製造或使役皆是違法。而由於詛咒用的都是憎恨等負面情緒所衍生出的靈力製成，只要解除術者對詛咒式的控制，就能使其轉而攻擊使役者，即為「詛咒反彈」。
泰山府君祭
相传是太平洋战争末期夜光所实行的，关于魂的仪式。结果失败导致东京全境遭受灵灾，夜光也同时殒命。实际上夜光所使用的泰山府君祭是将自己转生到后代中，然后再进一步挑战更高位的系统「天曹地府祭」时失败而死，其所产生的代价后果极其严重，导致东京全境灵灾多发。使得日本战后没有取缔阴阳寮废止阴阳术，而是建立了阴阳厅，以對應靈災的發生。就結果而言，那場儀式也使得陰陽師得以活躍在現代社會的舞台。
原本的泰山府君祭是土御门家代代实行的秘密祭礼，而夜光进行的实为调整过的「帝式泰山府君祭」。该仪式用的祭坛－「天壇」，存在于土御门本家的「御山」及阴阳塾的屋顶上。
實際為干涉人類靈魂的咒術系統，即便是夜光本人也沒有解析出全部的樣貌，如鈴鹿那樣以犧牲自己來復活一人的使用方法也只是冰山一角。還有許多其他的應用與效果，例如像將死去的人轉變成使役式式神。
天曹地府祭
比「泰山府君祭」更高位階的祭祀儀式及系統，是土御門家的秘中之秘，祭祀的對象以泰山府君為中心的「冥道12神」（六道冥官祭）。在戰前是土御門家只為了天皇所舉行的祭儀。
靈災
充斥萬物的靈氣在失去平衡會變成瘴氣，一旦超過自然界的自淨能力範圍後就會成為危害周遭人事物的靈性災害。主要發生在東京內。
依程度有等級之分。危險等級1（Phase 1）為歪斜到無法自然淨化的靈氣偏倚，不會造成物理性傷害，基本上只能說是靈災的前置狀態；危險等級2（Phase 2）後開始會產生物理上的損害；到達危險等級3（Phase 3）時瘴氣會實體化成可移動的動態靈災，也就是產生出「魔」。發展至危險等級4（Phase 4），靈災便會擴大扭曲周圍的靈氣產生連鎖反應，引發無數靈災連續發生的危機，變成俗稱的百鬼夜行。
生靈
鬼、龍或動物之靈等，身體被以靈體存在之物所憑依的人。也就是被靈所憑依之人。
由於靈之存在寄宿在身體裡的性質，生靈非常容易成為引發靈災的火種。因此成為生靈的人通常會被施下封印術，將體內寄宿之靈給封印住，減少生靈本人的身心負擔。如果有甚麼原因造成無法控制體內的憑依體，生靈自身與憑依之物會產生變質，最後引發靈災。
另一方面，將封印的一部分解放，使役並利用寄宿在身體中的憑依靈持有的力量，能發揮強大的戰鬥能力。也有這樣的術師存在。但這行為本身是令作為生靈的術者本人逐漸接近成為非人之存在，因此具有喪失人性或自我崩壞，發生暴走的風險。是一把雙刃劍。
目前在劇中提及的有鬼之生靈、兔之生靈、龍之生靈以及狐之生靈等。
上巳大祓
曾经由大连寺至道引起的灵灾，史上初次的咒术恐怖活动。冬儿被卷入其中，進而產生后遗症。大连寺至道似乎是想以自身为依代降临下某灵，但结果化为灵灾核心，鬼化而亡。
上巳再祓
与「上巳大祓」几乎如出一撤的三級灵灾（Phase 3），由六人部千寻引发，后被十二神将为首的祓魔官和被卷入的春虎一行人祓除。
八瀨童子
是指鬼的族群，非單一的鬼，指稱侍奉著「某個家族」的守護者在戰死後，依舊以護法形式繼續著他們職責的守護靈。以泛式的定義屬於使役式，是極為強大的式神。所謂的「某個家族」既是指日本皇室。
由於八瀨童子的特性，無法以與人類靈魂無關的「泛式」重現，就連「帝式」中也沒有留下相關記載。
灵滞
指式神等靈性存在的實體化產生不穩、外觀如同雜訊般模糊的現象。
主要在受到外部攻擊時出現，靈體不安定時也會發生。
陰陽廳
負責處理靈災與咒術相關的政府機關，由戰後的陰陽寮演變而來。本廳設置在秋葉原。
祓魔局
陰陽廳旗下負責祓除靈災的部門。
祓魔官
專門祓除靈災的陰陽師，在陰陽師中只有一小部份的菁英才有能力擔任的職業。
通常以一小隊為單位出動，但也有能單獨行動進行修祓作業的特殊單位－獨立祓魔官，那是只有國家一級陰陽師才能擔任的職位。
咒術犯罪搜查部（咒搜部）
陰陽廳旗下負責追捕咒術犯罪者的部門。
咒搜官
咒術犯罪搜查官，專門調查咒術師的犯罪行為並加以取締，是對人咒術的專家，在陰陽師中是最要求能力的一種職業。
十二神將
通過「陰陽一級測驗」的國家一級陰陽師，為超一流的菁英，實力與一般的專業陰陽師天差地遠。由於人數大約只有十來位，所以被媒體封上十二神將這個異名。
夜光信徒
傳奇陰陽師土御門夜光的狂熱崇拜者，給予「北辰王」之名並將他信奉為神。
盯上了被謠傳是夜光轉生的夏目。在已廢除的御靈部有不少人員即是如此，並秘密結社「雙角會」。
雙角會
由在御靈部以部長大道寺至道為首的夜光信徒秘密結社的地下團體。但不同於其他盲目崇拜的夜光信徒，並將自身與陰陽塾視為「繼承夜光遺志」的兩大組織。即使御靈部遭解散仍有活動，並擴散至陰陽廳部門（如祓魔局）。但同時也遭到陰陽聽高層秘密控制。為了達成目的甚至策劃靈災恐怖攻擊。會毫不留情地拋棄甚至殺害其他夜光信徒。
御靈部
專門研究神靈或英靈等「御靈」（汎式定義上為靈災化的魂）的部門，由於對象還包含過去的王公貴族，基於政治考量設立於宮內廳而非陰陽廳。
由於牽扯到靈魂的研究，使得御靈部成員不得不接觸「帝式」，因此漸漸受土御門夜光的魅力所吸引，也讓御靈部成為崇拜夜光的祕密結社－「雙角會」最好的溫床。
在由御靈部部長大連寺至道所主使的靈災恐怖攻擊事件「上巳大祓」後，御靈部遭到解散。
陰陽塾
原名 「夜光塾」，在夜光死後改名為「陰陽塾」，並且招收有能力且心態積極的學生，獲得陰陽廳正式許可的陰陽師培養機構，聚集著以職業陰陽師為目標之人。
塾舍設於東京涉谷，為匯聚來自全國各地的陰陽師志願者，難以通過的教育場所。一年生以授課為主，但二年生起增加實技。捨棄未能跟上課程之人是陰陽塾的方針，中途退塾者也很多。而另一方面，會有專家過來講課，課程水平非常之高。
是擁有將近半世紀歷史，來歷正統的培養機構。陰陽塾的畢業生幾乎均成為陰陽師，其中大都任職於陰陽廳。
WITCH CRAFT公司
天馬雙親生前創立的公司，為第一家民間咒具製造廠。其最大的革新是創作出能不受使用者個人能力與資質左右，在特定用途下發揮穩定性能的式神，大大改革現代式神的使役方式，但販賣式神的行為與繼承傳統的百枝家作風相左，也成了天馬母親與祖父母間不和的主因之一。
星宿寺
真言宗星宿寺派的总本山，拥有悠久的历史。星宿寺在全国拥有许多支部，这类寺院通称为暗寺，是最大的非法阴阳塾教育地，即相对于官方的「里」存在，隐匿于山林。
经营非法工作的阴阳师有许多来自此处，同时也接收咒术犯罪的阴阳师，并且不限制人身自由，也可外出工作，不过最后大都还是回到寺院中。
作为阴阳师教育机关可以说是相当优秀，甚至一些十二神将亦为该寺培养，例如宫地出身于本山，而镜则是分部培养的。由于阴阳法的修订，阴阳厅的权限扩大，世间对阴阳界的限制缩小，星宿寺也面临着抉择，即服从于阴阳厅或继续保持独立。
相应的，寺内也分成了两派，以常玄为首的保守派和以理晏为首的变革派。阴阳厅为拉拢该寺院，曾开出条件，寺内所有咒术犯罪者罪行一概既往不咎，不过最后拉拢行动还是以失败告终。

## 出版書籍

### 小說
本篇
| 卷數 | 副標題                       | 富士見書房     | 富士見書房             | 東立出版社     | 東立出版社             | 天闻角川       | 天闻角川               |
| 卷數 | 副標題                       | 發售日期       | ISBN                   | 發售日期       | ISBN                   | 發售日期       | ISBN                   |
| ---- | ---------------------------- | -------------- | ---------------------- | -------------- | ---------------------- | -------------- | ---------------------- |
| 1    | SHAMAN*CLAN                  | 2010年5月20日  | ISBN 978-4-8291-3519-8 | 2012年9月24日  | ISBN 978-986-317-825-5 | 2013年5月5日   | ISBN 978-7-5356-6171-5 |
| 2    | RAVEN"s NEST                 | 2010年9月18日  | ISBN 978-4-8291-3552-5 | 2013年1月3日   | ISBN 978-986-324-768-5 | 2013年8月20日  | ISBN 978-7-5356-6366-5 |
| 3    | cHImAirA DanCE               | 2010年12月18日 | ISBN 978-4-8291-3592-1 | 2013年4月11日  | ISBN 978-986-332-359-4 | 2013年10月20日 | ISBN 978-7-5356-6583-6 |
| 4    | GIRL RETURN & days in nest I | 2011年5月20日  | ISBN 978-4-8291-3637-9 | 2013年7月8日   | ISBN 978-986-332-964-0 | 2013年11月20日 | ISBN 978-7-5356-6635-2 |
| 5    | days in nest II &GIRL AGAIN  | 2011年7月20日  | ISBN 978-4-8291-3657-7 | 2013年10月3日  | ISBN 978-986-337-460-2 | 2014年1月20日  | ISBN 978-7-5356-6726-7 |
| 6    | Black Shaman ASSAULT         | 2011年10月20日 | ISBN 978-4-8291-3688-1 | 2013年12月16日 | ISBN 978-986-337-824-2 | 2015年1月20日  | ISBN 978-7-5459-0846-6 |
| 7    | _DARKNESS_EMERGE_            | 2012年5月19日  | ISBN 978-4-8291-3757-4 | 2014年3月27日  | ISBN 978-986-348-470-7 |                |                        |
| 8    | over - cry                   | 2012年10月20日 | ISBN 978-4-8291-3809-0 | 2014年6月26日  | ISBN 978-986-365-019-5 |                |                        |
| 9    | to The DarkSky               | 2013年3月19日  | ISBN 978-4-8291-3865-6 | 2014年9月18日  | ISBN 978-986-365-662-3 |                |                        |
| 10   | BEGINS／TEMPLE               | 2013年10月19日 | ISBN 978-4-04-712911-5 | 2015年6月4日   | ISBN 978-986-431-562-8 |                |                        |
| 11   | change:unchange              | 2014年4月19日  | ISBN 978-4-04-070087-8 | 2015年12月7日  | ISBN 978-986-462-603-8 |                |                        |
| 12   | Junction of STARs            | 2014年11月20日 | ISBN 978-4-04-070139-4 | 2016年2月22日  | ISBN 978-986-462-974-9 |                |                        |
| 13   | COUNT>DOWN                   | 2015年3月20日  | ISBN 978-4-04-070525-5 | 2016年5月16日  | ISBN 978-986-470-308-1 |                |                        |
| 14   | EMPEROR.ADVENT               | 2015年12月20日 | ISBN 978-4-04-070524-8 | 2016年11月21日 | ISBN 978-986-482-201-0 |                |                        |
| 15   | ShamaniC DawN                | 2017年9月20日  | ISBN 978-4-04-070526-2 | 2018年3月15日  | ISBN 978-957-260-198-3 |                |                        |
| 16   | [RE]incarnation              | 2018年10月20日 | ISBN 978-4-04-072729-5 | 2019年11月7日  | ISBN 978-957-263-010-5 |                |                        |
| 17   | REsiSTANCE                   | 2025年3月19日  | ISBN 978-4-04-073375-3 |                |                        |                |                        |

短篇集
| 卷數 | 副標題               | 富士見書房    | 富士見書房             | 東立出版社    | 東立出版社             |
| 卷數 | 副標題               | 發售日期      | ISBN                   | 發售日期      | ISBN                   |
| ---- | -------------------- | ------------- | ---------------------- | ------------- | ---------------------- |
| 1    | EX1 party in nest    | 2013年7月20日 | ISBN 978-4-8291-3909-7 | 2015年3月12日 | ISBN 978-986-382-939-3 |
| 2    | EX2 seasons in nest  | 2014年2月20日 | ISBN 978-4-04-070030-4 | 2015年9月3日  | ISBN 978-986-462-177-4 |
| 3    | EX3 memories in nest | 2015年9月19日 | ISBN 978-4-04-070523-1 | 2016年8月25日 | ISBN 978-986-470-704-1 |
| 4    | EX4 twelve shamans   | 2016年8月20日 | ISBN 978-4-04-072057-9 | 2017年2月16日 | ISBN 978-986-482-623-0 |

### 漫畫
東京闇鴉
月刊少年Ace（KADOKAWA／角川書店）2010年6月號開始連載中。作畫是鈴見敦。單行本全15卷。
作為配合小說第1卷出版而漫畫化的企劃，劇情大致上是依照原作小說的流程，但也有著些微的不同。
- 原作：／作畫：鈴見敦／人物原案：

| 卷數 | 角川書店       | 角川書店               | 台灣角川       | 台灣角川               |
| 卷數 | 發售日期       | ISBN                   | 發售日期       | ISBN                   |
| ---- | -------------- | ---------------------- | -------------- | ---------------------- |
| 1    | 2010年12月22日 | ISBN 978-4-04-715582-4 | 2011年12月17日 | ISBN 978-986-287-509-4 |
| 2    | 2011年2月23日  | ISBN 978-4-04-715623-4 | 2012年2月29日  | ISBN 978-986-287-582-7 |
| 3    | 2011年7月22日  | ISBN 978-4-04-715736-1 | 2012年7月26日  | ISBN 978-986-287-842-2 |
| 4    | 2012年1月24日  | ISBN 978-4-04-120098-8 | 2012年11月9日  | ISBN 978-986-325-036-4 |
| 5    | 2012年6月21日  | ISBN 978-4-04-120295-1 | 2013年2月8日   | ISBN 978-986-325-222-1 |
| 6    | 2012年10月23日 | ISBN 978-4-04-120490-0 | 2013年7月11日  | ISBN 978-986-325-462-1 |
| 7    | 2013年9月24日  | ISBN 978-4-04-120837-3 | 2014年5月15日  | ISBN 978-986-325-967-1 |
| 8    | 2013年11月26日 | ISBN 978-4-04-120915-8 | 2014年11月20日 | ISBN 978-986-366-243-3 |
| 9    | 2014年6月26日  | ISBN 978-4-04-121059-8 | 2015年5月15日  | ISBN 978-986-366-496-3 |
| 10   | 2014年10月25日 | ISBN 978-4-04-102224-5 | 2015年7月17日  | ISBN 978-986-366-635-6 |
| 11   | 2015年3月26日  | ISBN 978-4-04-102874-2 | 2015年12月5日  | ISBN 978-986-366-864-0 |
| 12   | 2016年2月26日  | ISBN 978-4-04-103925-0 |                |                        |
| 13   | 2016年9月26日  | ISBN 978-4-04-104677-7 |                |                        |
| 14   | 2017年2月25日  | ISBN 978-4-04-105340-9 |                |                        |
| 15   | 2017年9月26日  | ISBN 978-4-04-105994-4 |                |                        |
東京闇鴉 東京Fox
Age Premium（富士見書房）創刊號Vol.1開始連載至Vol.6。作畫是COMTA。單行本全1卷。
以春虎的式神空作為主角。
- 原作：／作畫：COMTA／人物原案：

| 卷數 | 富士見書房   | 富士見書房             | 東立出版社   | 東立出版社             |
| 卷數 | 發售日期     | ISBN                   | 發售日期     | ISBN                   |
| ---- | ------------ | ---------------------- | ------------ | ---------------------- |
| 全   | 2012年6月6日 | ISBN 978-4-04-712801-9 | 2014年9月5日 | ISBN 978-986-348-592-6 |
東京闇鴉 RED AND WHITE
月刊Dragon Age（KADOKAWA／富士見書房）2012年11月號開始連載至2013年11月號。作畫是望月あづみ。單行本全2卷。
- 原作：／作畫：／人物原案：

| 卷數 | 富士見書房    | 富士見書房             | 東立出版社   | 東立出版社             |
| 卷數 | 發售日期      | ISBN                   | 發售日期     | ISBN                   |
| ---- | ------------- | ---------------------- | ------------ | ---------------------- |
| 1    | 2013年10月9日 | ISBN 978-4-04-712907-8 | 2015年7月2日 | ISBN 978-986-365-946-4 |
| 2    | 2014年1月9日  | ISBN 978-4-04-712996-2 | 2015年7月2日 | ISBN 978-986-365-947-1 |
東京闇鴉 Sword of Song
月刊少年Rival（講談社）2013年11月號開始連載中，作畫是久世蘭。單行本全5卷。
本篇的正式外傳，以春虎等人的學弟八雲曉兔為主角。有著德國血統的銀髮混血兒曉兔，與守護神劍的雙胞胎巫女日奈、夕佳相遇，並偶然成為神劍「歌詠」選上的使用者，從而進入陰陽塾的故事。
- 原作：／作畫：久世蘭／人物原案：

| 卷數 | 講談社         | 講談社                 | 東立出版社    | 東立出版社             |
| 卷數 | 發售日期       | ISBN                   | 發售日期      | ISBN                   |
| ---- | -------------- | ---------------------- | ------------- | ---------------------- |
| 1    | 2014年3月4日   | ISBN 978-4-06-381311-1 | 2015年3月20日 | ISBN 978-986-365-584-8 |
| 2    | 2014年7月4日   | ISBN 978-4-06-381330-2 | 2015年3月20日 | ISBN 978-986-365-585-5 |
| 3    | 2014年11月4日  | ISBN 978-4-06-381343-2 | 2016年1月14日 | ISBN 978-986-382-365-0 |
| 4    | 2015年10月16日 | ISBN 978-4-06-381345-6 | 2016年2月18日 | ISBN 978-986-462-395-2 |
| 5    | 2015年11月17日 | ISBN 978-4-06-381346-3 | 2016年5月9日  | ISBN 978-986-462-582-6 |
東京闇鴉 ANOTHER×holiday
Millefeui（KADOKAWA／富士見書房）2013年12月號開始連載中。作畫是月ヶ瀬ゆりの。單行本全1卷。
- 原作：／作畫：／人物原案：

| 卷數 | 富士見書房     | 富士見書房             |
| 卷數 | 發售日期       | ISBN                   |
| ---- | -------------- | ---------------------- |
| 全   | 2014年11月20日 | ISBN 978-4-04-070342-8 |
東京闇鴉 -Girls Photograph-
月刊Dragon Age（KADOKAWA／富士見書房）2014年2月號開始連載至6月號。作畫是横山コウヂ。單行本全1卷。
- 原作：／作畫：／人物原案：

| 卷數 | 富士見書房   | 富士見書房             | 東立出版社   | 東立出版社             |
| 卷數 | 發售日期     | ISBN                   | 發售日期     | ISBN                   |
| ---- | ------------ | ---------------------- | ------------ | ---------------------- |
| 全   | 2014年6月9日 | ISBN 978-4-04-070187-5 | 2016年3月3日 | ISBN 978-986-462-235-1 |

## 電視動畫
於2013年10月8日深夜24時30分開始放送。

### 製作人員
- 原作：字野耕平（富士見Fantasia文庫／富士見書房刊）
- 監督：金崎貴臣
- 助監督：中山敦史
- 系列構成：倉田英之
- 角色原案：澄兵
- 角色設計：渡邊敦子
- 總作畫監督：渡邊敦子、八尋裕子
- CGI製作人：竹内康晃
- CGI監督：高橋將人
- 美術監督：市倉敬
- 美術設定：藤井一志
- 色彩設計：津守裕子
- 攝影監督：町田啟
- 編輯：木村佳史子
- 音響監督：岩浪美和
- 音樂：井内舞子
- 咒術考証：三輪清宗
- 製作人：小倉充俊、近藤早希、文宣惠、兼光一博、買場道雄
- 動畫製作人：植田慎也
- 動畫製作：8bit
- 製作：東京闇鴉製作委員會（Geneon Universal、富士見書房、8Bit、武士道、i0plus、MOVIC、Showgate、TOKYO MX）

### 主題曲
片頭曲
「X-encounter」（第1話－第13話）
作詞、主唱：黑崎真音，作曲、編曲：高瀨一矢
「〜長大〜」（第15話－第19話、第21話－第23話）
作詞：六見純代，作曲：HoneyWorks，編曲：黑須克彥，主唱：Gero
片尾曲
「你所微笑的黃昏」（第1話－第2話、第4話－第13話、第24話）
作詞：KOTOKO，作曲、編曲：井內舞子，主唱：南條愛乃
「破除咒語」（第15話、第17话－第19話、第21話－第23話）
作詞、主唱：川田真美，作曲：尾崎武士，編曲：尾崎武士、中澤伴行
插曲
「Red monochrome」（第2話、第13話、第20話）
作詞：中野愛子，作曲：柿島伸次，主唱：小峰理紗
「Daily Knack」（第4話、第20話）
作詞：中野愛子，作曲、編曲、主唱：柿島伸次
「All the same」（第8話）
作詞：中野愛子，作曲、主唱：柿島伸次

### 各話列表
| 話數 | 標題                       | 劇本     | 分鏡     | 演出              | 作畫監督                                        |
| ---- | -------------------------- | -------- | -------- | ----------------- | ----------------------------------------------- |
| #01  | SHAMAN*CLAN-約定-          | 倉田英之 | 金崎貴臣 | 中山敦史          | 渡邊敦子                                        |
| #02  | SHAMAN*CLAN-告白-          | 倉田英之 | 金崎貴臣 | 鈴木孝聰          | 杉藤早百合 山內則康 山村俊了 野崎麗子           |
| #03  | SHAMAN*CLAN-魂呼-          | 倉田英之 | 田頭忍   | 吉田俊司          | 小島彰 丸山修二                                 |
| #04  | RAVEN"s NEST-學校-         | 倉田英之 | 金崎貴臣 | 鈴木孝聰          | 今岡大                                          |
| #05  | RAVEN"s NEST-羈絆-         | 倉田英之 | 田頭忍   | 森義博            | 小林利充 山内則康                               |
| #06  | days in nest-假日-         | 倉田英之 | 平池芳正 | 中山敦史          | 福永智子                                        |
| #07  | cHlmAirA DanCE-鬼噬-       | 高橋龍也 | 田頭忍   | 中山敦史          | 大原大 須永正博 野崎麗子                        |
| #08  | cHlmAirA DanCE-生成-       | 高橋龍也 | 齋藤哲人 | 淺見松雄          | 杉藤早百合 中山初繪                             |
| #09  | cHlmAirA DanCE-修祓-       | 高橋龍也 | 小島正士 | 吉田俊司          | 德倉榮一 栗原基彥 中島美子                      |
| #10  | GIRL RETURN-神童-          | 待田堂子 | 金崎貴臣 | 鈴木孝聰          | 南伸一郎                                        |
| #11  | GIRL RETURN-虎-            | 倉田英之 | 平池芳正 | 淺見松雄          | 日高真由美 首藤武夫                             |
| #12  | GIRL RETURN-戀愛-          | 待田堂子 | 小島正士 | 森義博            | 山內則康 中山初繪                               |
| #13  | Black Shaman ASSAULT-法師- | 森田繁   | 田頭忍   | 淺見松雄          | 杉藤早百合 網修次郎                             |
| #14  | Black Shaman ASSAULT-術比- | 森田繁   | 齋藤哲人 | 中山敦史          | 野崎麗子 德倉榮一                               |
| #15  | _DARKNESS_EMERGE_-邂逅-    | 倉田英之 | 小島正士 | 佐藤清光          | 高橋敦子 清水勝祐 島田俊彥                      |
| #16  | _DARKNESS_EMERGE_-神扇-    | 倉田英之 | 金崎貴臣 | 中山敦史 淺見松雄 | 皆川一德 小美戶幸代 福永智子 扇多惠子           |
| #17  | _DARKNESS_EMERGE_-髭切-    | 倉田英之 | 平池芳正 | 森義博            | 小林利充 實原登 猿渡聖加 小澤圓 山內則康 鎌田均 |
| #18  | over - cry-強襲-           | 高橋龍也 | 小島正士 | 飯田薰久          | 野崎麗子                                        |
| #19  | over - cry-公主-           | 高橋龍也 | 金崎貴臣 | 古川順康          | 萩尾圭太 中原清隆                               |
| #20  | over - cry-煙火-           | 高橋龍也 | 平池芳正 | 中山敦史          | 杉藤早百合 福永智子 扇多惠子                    |
| #21  | to The DarkSky-闇夜-       | 倉田英之 | 小島正士 | 淺見松雄          | 中島美子 森田實                                 |
| #22  | to The DarkSky-護法-       | 倉田英之 | 齋藤哲人 | 中山敦史          | 日高真由美 福永智子                             |
| #23  | to The DarkSky-陰陽-       | 倉田英之 | 小島正士 | 森義博 川越崇弘   | 小林利充 猿渡聖加 扇多惠子 福山貴人 森田實      |
| #24  | to The DarkSky-魂呼-       | 倉田英之 | 金崎貴臣 | 中山敦史          | 杉藤早百合 野崎麗子 德倉榮一 福永智子           |

### 播放電視台
日本深夜動畫：下文記載的日本国内播放時間使用日本標準時間（UTC+9）表示。因為部分時間标识會採用30小时制，因此請留意这类超过24:00的时间，其實際播放時間為翌日清晨。
| 播放地區 | 播放電視台   | 播放日期                     | 播放時間（UTC+9）         | 所屬聯播網 | 備註                  |
| -------- | ------------ | ---------------------------- | ------------------------- | ---------- | --------------------- |
| 東京都   | TOKYO MX     | 2013年10月8日－2014年3月25日 | 星期二 24時30分－25時00分 | 獨立UHF局  | 製作委員會參加 有重播 |
| 兵庫縣   | SUN電視台    | 2013年10月8日－2014年3月25日 | 星期二 24時30分－25時00分 | 獨立UHF局  |                       |
| 神奈川縣 | 神奈川電視台 | 2013年10月8日－2014年3月25日 | 星期二 25時00分－25時30分 | 獨立UHF局  |                       |
| 京都府   | KBS京都      | 2013年10月8日－2014年3月25日 | 星期二 25時00分－25時30分 | 獨立UHF局  |                       |
| 愛知縣   | 愛知電視台   | 2013年10月8日－2014年3月25日 | 星期二 25時35分－26時05分 | 東京電視網 |                       |
| 日本全國 | BS11         | 2013年10月9日－2014年3月26日 | 星期三 24時00分－24時30分 | 衛星電視   | ANIME+節目            |

| 播放地區 | 播放電視台 | 播放日期                     | 當地播放時間            | 所屬聯播網  | 備註              |
| -------- | ---------- | ---------------------------- | ----------------------- | ----------- | ----------------- |
| 臺灣     | Animax     | 2014年12月10日－2015年1月2日 | 每日20:30－21:00        | 有線電視    | 有重播時段        |
| 臺灣     | Animax HD  | 2015年1月20日－2月12日       | 每天21:00－21:30        | 中華電信MOD | Animax HD開台節目 |
| 香港     | Animax     | 2015年11月26日－12月11日     | 星期一至五 18:30－19:30 |             |                   |

### 藍光／DVD
| 卷數        | 發售日         | 收錄話         | 規格編號   | 規格編號  |
| 卷數        | 發售日         | 收錄話         | 藍光初回版 | DVD初回版 |
| ----------- | -------------- | -------------- | ---------- | --------- |
| 1           | 2013年12月25日 | 第1話－第3話   | GNXA-1641  | GNBA-2241 |
| 2           | 2014年1月29日  | 第4話－第6話   | GNXA-1642  | GNBA-2242 |
| 3           | 2014年2月26日  | 第7話－第9話   | GNXA-1643  | GNBA-2243 |
| 4           | 2014年3月26日  | 第10話－第12話 | GNXA-1644  | GNBA-2244 |
| 5           | 2014年4月23日  | 第13話－第15話 | GNXA-1645  | GNBA-2245 |
| 6           | 2014年5月28日  | 第16話－第18話 | GNXA-1646  | GNBA-2246 |
| 7           | 2014年6月25日  | 第19話－第21話 | GNXA-1647  | GNBA-2247 |
| 8           | 2014年7月24日  | 第22話－第24話 | GNXA-1648  | GNBA-2248 |
| Blu-ray BOX | 2016年6月23日  | 第1話－第24話  | GNXA-1659  |           |

### CD
| 發售日         | 名稱           | BD初回限定盤 | DVD初回限定盤 | 通常盤    |
| -------------- | -------------- | ------------ | ------------- | --------- |
| 2013年11月6日  | X-encounter    | GNCA-0312    | GNCA-0313     | GNCA-0314 |
| 2013年11月27日 | 君が笑む夕暮れ |              | GNCA-0318     | GNCA-0319 |
| 2014年1月29日  | ～Outgrow～    | GNCA-0320    | GNCA-0321     | GNCA-0322 |
| 2014年2月26日  | Break a spell  |              | GNCV-0034     | GNCV-0035 |
| 2014年7月23日  | REINCARNATION  | GNCA-1412    | GNCA-1413     | GNCA-1414 |

## 註腳

### 出處
1. 1 2 3 4 5 6 7 8 9 10 11 12 13 14  .   [2016年11月5日]. （原始内容存档于2020年5月13日） （日语）.
2. 1 2 3  小說第8卷.
3. 1 2  小說第9卷.
4. ↑  小說第16卷.
5. ↑  小說第7卷.
6. ↑  小說第4卷.
7. ↑  小說番外篇EX1.
8. ↑  第十一卷.
9. ↑  台灣Animax臉書，2016/12/27閱覽。

## 外部連結
- （日語）富士見Fantasia文庫
- （日語）富士見書房《東京闇鴉》 （页面存档备份，存于）
- （日語）東京闇鴉 原作特設網站 （页面存档备份，存于）
- （日語）電視動畫《東京闇鴉》公式網站 （页面存档备份，存于）
- （日語）TOKYO MX ＊《東京闇鴉》 （页面存档备份，存于）
- （日語）（作者網站）
- （日語）東京闇鴉的X（前Twitter）
- （简体中文）爱奇艺独播专区